# Fratelli Wright
Wilbur Wright (Millville, 16 aprile 1867 – Dayton, 30 maggio 1912) e  Orville Wright (Dayton, 19 agosto 1871 – Dayton, 30 gennaio 1948), spesso citati collettivamente come fratelli Wright, furono due ingegneri e inventori statunitensi, annoverati tra i più importanti aviatori dell'epoca pionieristica.
Sono in generale considerati i primi ad aver fatto volare con successo una macchina motorizzata "più pesante dell'aria" con un pilota a bordo, essendo riusciti a far alzare dal suolo il loro Flyer per quattro volte, in modo duraturo e sostanzialmente controllato, il 17 dicembre 1903.
Sull'appartenenza di questo primato sussistono notevoli controversie; è invece in generale accettato che, specialmente negli anni tra il 1905 e il 1908, grazie a velivoli come il Flyer III e il Model A, i Wright furono i primi ad acquisire un'effettiva padronanza dell'aria.

## Infanzia
Wilbur e Orville Wright erano due dei sette fratelli Wright, figli del pastore evangelista Milton Wright (1828-1917, di origini anglo-olandesi) e di Susan Catherine Koerner (1831-1889, di origini tedesche e svizzero-tedesche, il padre Johann Gottlieb Koerner era nato a Förthen un villaggio vicino a Schleiz in Turingia).Gli altri fratelli Wright erano Reuchlin (1861-1920), Lorin (1862-1939), i gemelli Otis e Ida (nati nel 1870 e morti entrambi prima di compiere le tre settimane) e Katharine (1874-1929). Wilbur e Orville erano dunque rispettivamente il terzo e il sesto figlio della coppia.

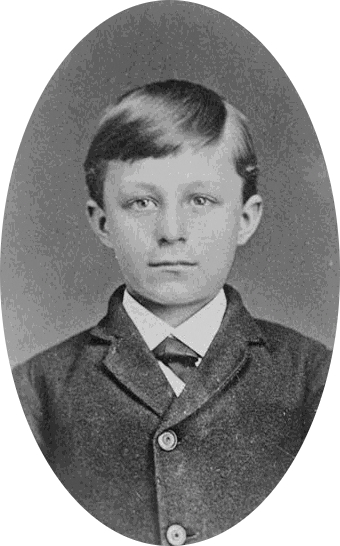
Wilbur Wright fotografato nel 1876 all'età di 9 anni

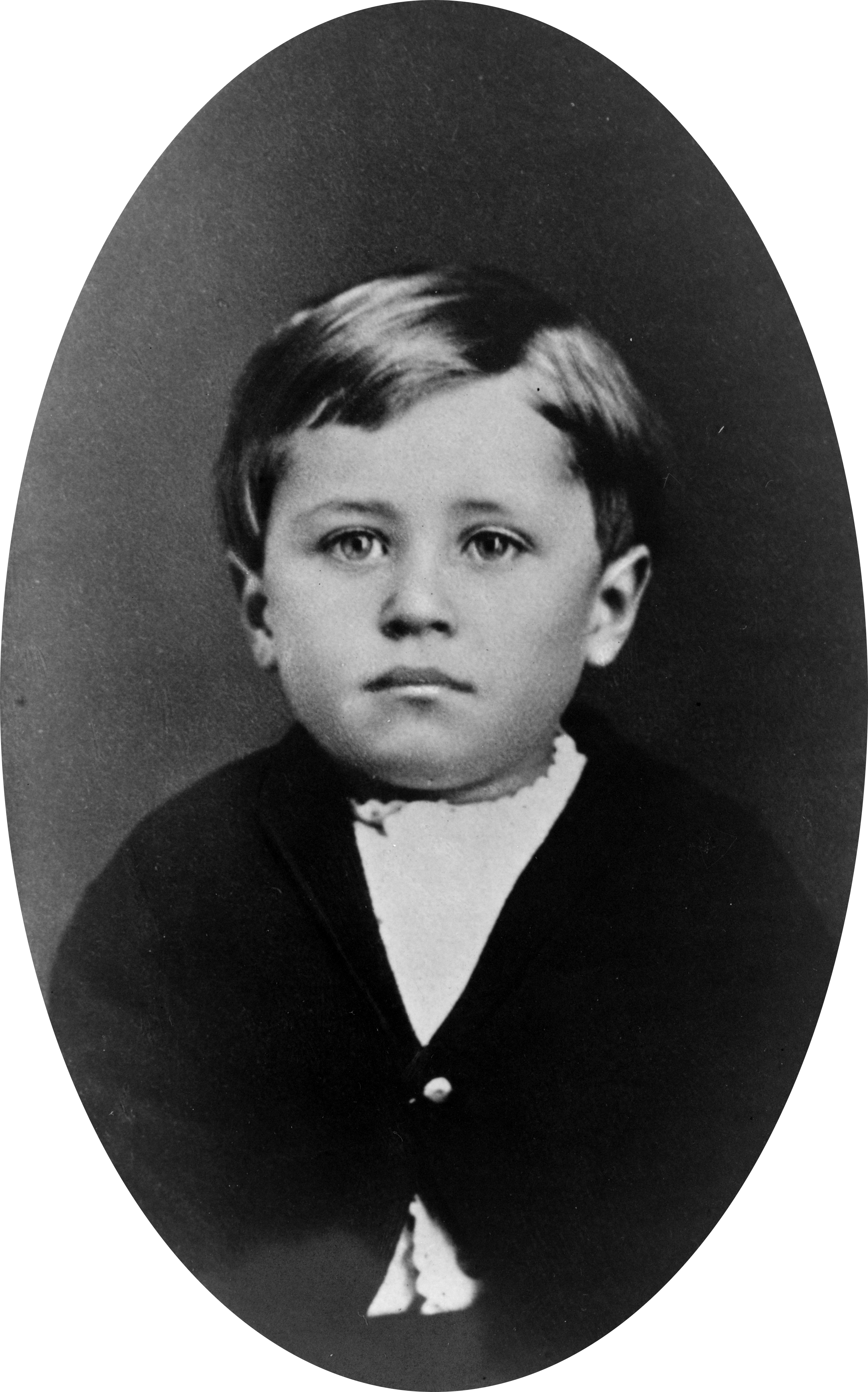
Orville Wright fotografato nel 1876 all'età di 5 anni

La famiglia Wright era piuttosto chiusa rispetto all'esterno, ma molto premurosa al suo interno; inoltre entrambi i genitori erano istruiti e incoraggiavano costantemente i ragazzi a coltivare tutti i loro interessi intellettuali: la casa dei Wright a Dayton, Ohio aveva due biblioteche, una dedicata a testi di carattere teologico e l'altra fornita di una scelta ampia e varia di volumi su argomenti diversi. Susan Wright, in particolare, era appassionata di questioni tecniche ed era forte di una considerevole esperienza nel campo delle costruzioni meccaniche, maturata grazie al lavoro di suo padre, che era stato un costruttore di carri e un esperto artigiano del legno e del metallo; pertanto, oltre ad alimentare la curiosità dei suoi figli, ella insegnò loro anche a costruire piccoli oggetti di ogni tipo.
Il clima familiare era insomma positivo e stimolante; retrospettivamente, Orville scrisse:
In particolare Wilbur e Orville furono sempre particolarmente legati, fin dall'infanzia; come scrisse Wilbur:
Nel periodo dell'infanzia di Wilbur e Orville la famiglia era in continuo movimento a causa dei doveri imposti al pastore Wright dalla vocazione religiosa e dai suoi strascichi politici: tra la data del suo matrimonio con Susan Koerner (1859) e l'insediamento definitivo a Dayton (1884) i Wright traslocarono molte volte, vivendo per un periodo in Indiana, poi in Ohio, quindi in Iowa e di nuovo in Indiana. Wilbur, in effetti, non nacque a Dayton, ma a Millville, in Indiana.
Nel frattempo, nel 1877, Milton Wright venne eletto vescovo. Nel 1881, poi, a causa della sua attitudine conservatrice in un momento in cui la chiesa evangelica che rappresentava (la Church of the United Brethren in Christ) andava diventando più liberale, il reverendo Wright non venne riconfermato nella sua carica di vescovo. Tuttavia per tutto il periodo tra la fine degli anni settanta e l'inizio degli anni ottanta continuò a viaggiare, con o senza la famiglia, e spesso rientrando dai suoi viaggi portava ai suoi figli dei regali che stimolavano considerevolmente la loro curiosità.

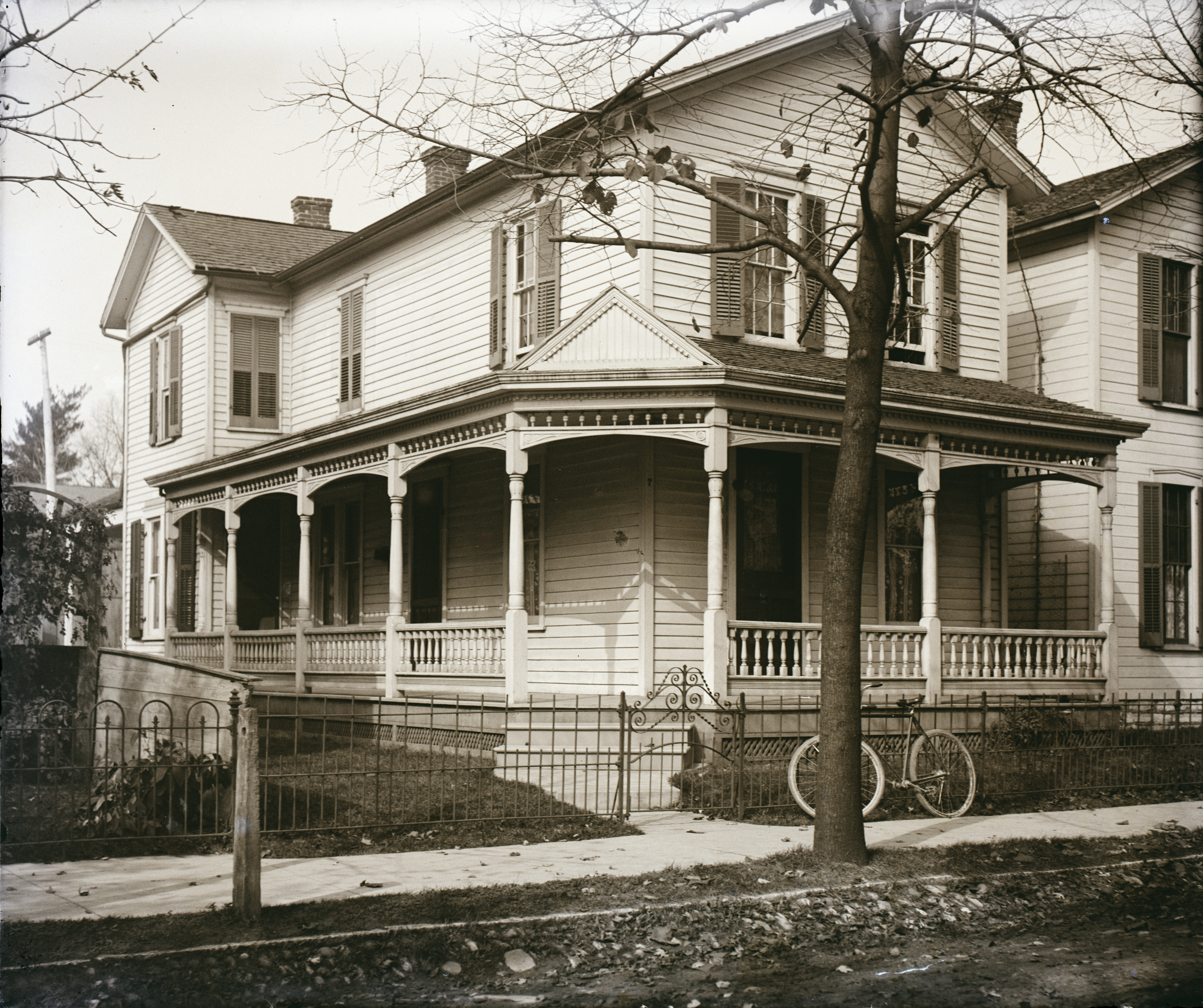
La casa al numero 7 di Hawthorn Street a Dayton, in Ohio, dove la famiglia Wright visse stabilmente a partire dal 1884

Nel 1878, proprio al ritorno di Milton Wright da un viaggio di lavoro, Wilbur e Orville ricevettero in regalo un modellino di elicottero; il piccolo velivolo, propulso da una banda elastica attorcigliata e basato sugli studi del pioniere dell'aviazione francese Alphonse Pénaud, attirò per la prima volta l'attenzione dei due ragazzi sul tema dell'aviazione. Essi lo studiarono attentamente, lo fecero volare ancora e ancora, finché si ruppe, e allora ne costruirono diverse copie per conto proprio. Considerarono anche la possibilità di costruirne una versione ingrandita capace di sollevare un essere umano, anche se quest'idea rimase su un piano molto ingenuo. Comunque, più tardi, confermarono che fu questo giocattolo che per primo suscitò il loro interesse per il volo.
Nell'inverno tra il 1885 e il 1886 Wilbur si ferì gravemente mentre pattinava sul ghiaccio, e questo incidente ebbe a lungo conseguenze sulla sua salute, sia a livello fisico che mentale. I danni al volto che aveva riportato venendo colpito accidentalmente da una mazza da hockey (che gli costarono la perdita di alcuni denti) guarirono, ma cominciò a soffrire di quelle che vennero chiamate "palpitazioni nervose del cuore", oltre che di disturbi della digestione. A livello psicologico cominciò a considerarsi fragile, più di quanto probabilmente lo fosse davvero, e infine scelse di non iscriversi a Yale per intraprendere la carriera di insegnante, come aveva pianificato di fare. Per tre anni conservò un'attitudine introversa e incline alla depressione e in quel periodo passò la maggior parte del suo tempo in casa, a leggere e a prendersi cura della madre, la quale aveva iniziato a soffrire di tubercolosi nel 1883 e nel 1886 era ormai invalida e bisognosa di cure costanti.
Susan Wright morì nel 1889 e in quello stesso anno Wilbur riuscì finalmente a riprendersi dalle conseguenze del suo incidente.

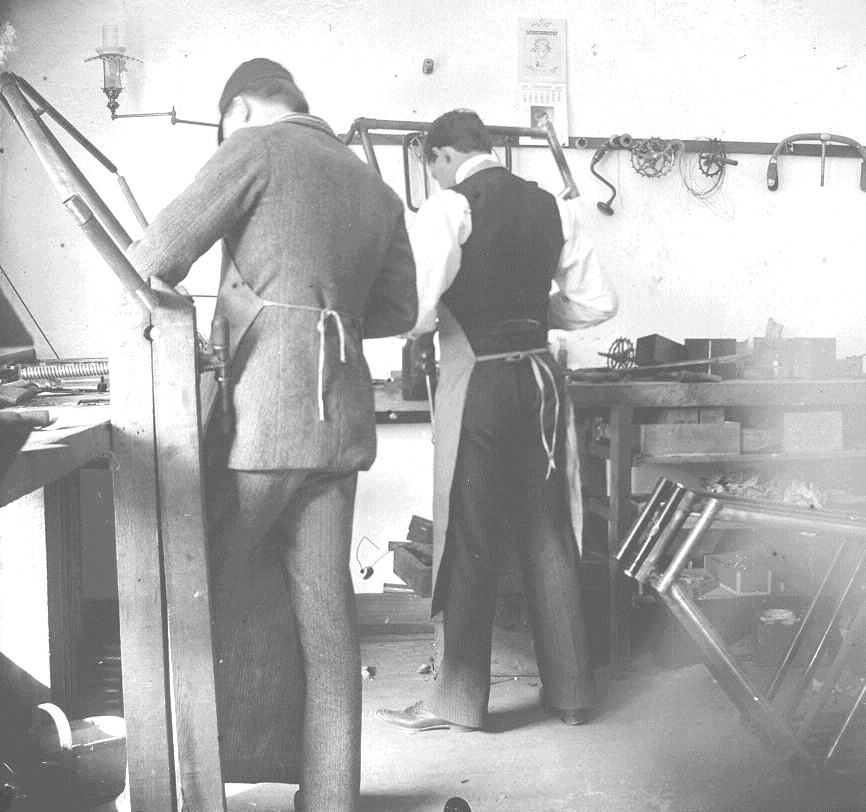
Orville Wright (a destra) al lavoro nel negozio di biciclette suo e di suo fratello nel 1897

## La stamperia, il negozio di biciclette e i primi studi di aeronautica dei fratelli
A quel tempo Orville aveva già cominciato a lavorare, in proprio, in un'impresa legata alla stampa, un settore al quale aveva iniziato a interessarsi tra il 1881 e il 1884. Nel 1889, in seguito alla sua guarigione, Wilbur si unì a lui nella gestione della stamperia.
Pur avendo entrambi frequentato la scuola secondaria, né Orville né Wilbur si erano diplomati: Orville aveva abbandonato gli studi poco prima di terminarli, mentre Wilbur, che aveva frequentato tutti e quattro gli anni del liceo, non aveva ottenuto la sua school-leaving qualification perché la sua famiglia aveva lasciato all'improvviso la città di Richmond (dove si trovava la sua scuola) per spostarsi a Dayton proprio nel 1884, anno in cui lui avrebbe dovuto ricevere il diploma. Inoltre nessuno dei due aveva frequentato l'università: furono in effetti gli unici due membri della loro famiglia a non laurearsi.
Tuttavia erano stati entrambi studenti brillanti al liceo ed erano creativi e pieni di fiducia in sé stessi: furono presto in grado di gestire i processi fondamentali della stampa senza difficoltà e quindi si dedicarono alla progettazione e alla costruzione di macchine da stampa di loro concezione. Di lì a poco cominciarono a stampare il giornale settimanale West Side News, che fu seguito per pochi mesi dal quotidiano Evening Item: Orville ne era l'editore, mentre Wilbur faceva da redattore. Uno dei clienti della stamperia dei Wright fu un amico e compagno di liceo di Orville, il poeta Paul Laurence Dunbar, destinato a diventare famoso a livello internazionale per i suoi scritti: il Dayton Tattler, un settimanale che Dunbar redasse per qualche tempo nel corso dell'anno 1890, veniva stampato da Wilbur e Orville.
Nel 1892 i due fratelli cambiarono attività: approfittando dell'esplosione di popolarità che la bicicletta conobbe negli Stati Uniti in quel periodo (dovuta principalmente all'invenzione della bicicletta di sicurezza, che rimpiazzò il vecchio modello penny-farthing), Wilbur e Orville aprirono a Dayton un negozio, che chiamarono Wright Cycle Exchange e più tardi Wright Cycle Company; inizialmente si limitarono alle attività di riparazione, di noleggio e di vendita, ma a partire dal 1896 cominciarono anche a produrre biciclette progettate e costruite integralmente da loro due. I Wright furono capaci di vendere i loro prodotti a un prezzo molto competitivo (circa 18 dollari contro i 160 che Wilbur aveva speso per una bicicletta nel 1892), e inoltre apportarono dei miglioramenti originali alla struttura base delle biciclette dell'epoca: ad esempio svilupparono un mozzo dotato di un sistema capace di trattenere l'olio per la lubrificazione e inventarono il freno a contropedale, il cui impiego è tuttora diffuso.

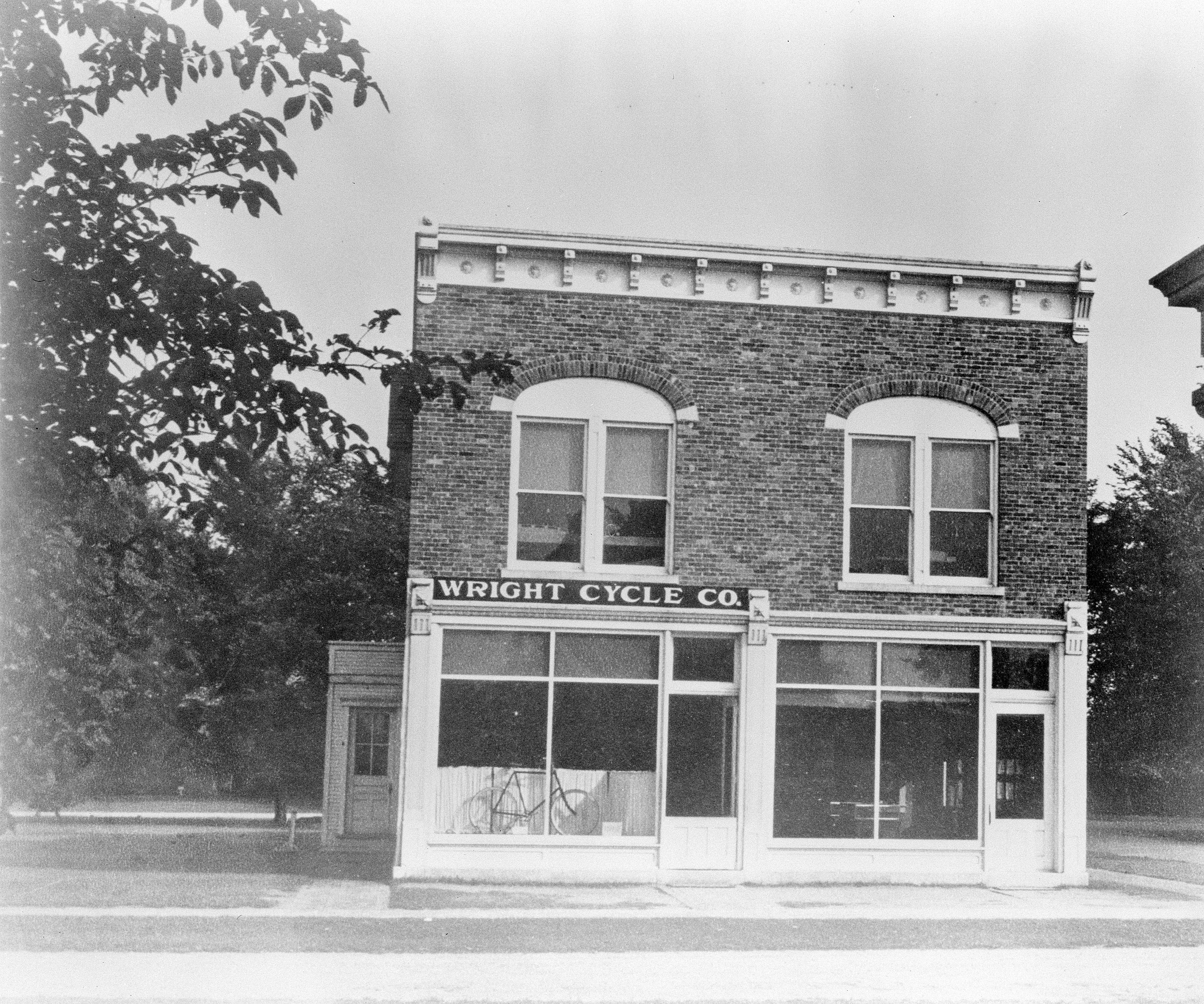
Il negozio di biciclette dei fratelli Wright come appariva nel 1937, dopo essere stato trasferito all'Henry Ford Museum vicino a Dearborn, Michigan. Dietro all'edificio in muratura Wilbur e Orville avevano costruito un capanno di legno nel quale poi assemblarono i loro velivoli.

Il lavoro con le biciclette migliorò le competenze dei fratelli Wright a proposito di costruzioni meccaniche e inoltre mise a loro disposizione i fondi e le attrezzature di cui avevano bisogno per alimentare il loro crescente interesse verso l'aviazione. Wilbur e Orville si erano appassionati alle vicende del pioniere dell'aviazione tedesco Otto Lilienthal, che con i suoi alianti e deltaplani era riuscito a compiere voli di notevole lunghezza, e fu la sua morte nel 1896 a spingerli a intraprendere un'indagine approfondita delle possibilità del volo umano. Comunque, l'epoca tra gli anni ottanta e gli anni novanta dell'Ottocento vide il moltiplicarsi degli studi dedicati alle scienze aeronautiche e dei tentativi pratici di volare. Nel 1896, in particolare, altri due eventi importanti attirarono l'attenzione dei Wright: in maggio lo scienziato statunitense Samuel Pierpont Langley aveva avuto successo nel far volare due modelli di velivoli senza equipaggio dotati di motori a vapore e nel corso dell'estate l'ingegnere francese Octave Chanute aveva raccolto intorno a sé altri sperimentatori insieme ai quali, sulle dune di sabbia intorno al lago Michigan, vicino a Chicago, aveva testato con successo diversi tipi di alianti.
Il 30 maggio 1899 Wilbur Wright scrisse una lettera alla Smithsonian Institution di Washington, una delle più importanti istituzioni scientifiche statunitensi dell'epoca, chiedendo che gli fosse inviata una bibliografia il più possibile dettagliata e completa relativa ai testi di aviazione disponibili e che gli fosse messa a disposizione nei limiti del possibile tutta la documentazione esistente a proposito delle scienze aeronautiche. Scrisse:
La Smithsonian inviò il materiale richiesto entro breve tempo.
Influenzati dal lavoro di studiosi e sperimentatori come George Cayley, Alphonse Pénaud e Francis Herbert Wenham, oltre che dagli stessi Chanute, Otto Lilienthal, e Langley, i fratelli Wright iniziarono ad approfondire i loro studi nel corso di quello stesso anno e, dal 1900, cominciarono anche a intraprendere sperimentazioni pratiche con alcuni alianti.
I fratelli Wright ebbero sempre, di fronte al pubblico, un'immagine molto unita e fecero sempre in modo di condividere equamente il merito delle loro scoperte e invenzioni. Alcuni biografi, tuttavia, evidenziano che nel 1899-1900 fu Wilbur a prendere l'iniziativa: scriveva «la mia macchina» e «i miei progetti» ben prima che Orville iniziasse a interessarsi approfonditamente alla questione del volo; solo in seguito la prima persona singolare di tutti i documenti divenne plurale, testimoniando l'intervento del secondo fratello. Lo storico James Tobin ha affermato: «È impossibile immaginare che Orville, pur brillante com'era, potesse generare la forza motrice che avviò il loro lavoro e lo fece progredire portandoli da un retrobottega in Ohio a partecipare a conferenze con capitalisti, presidenti e sovrani. Questo lo fece Will. Fu lui il leader, dall'inizio alla fine».

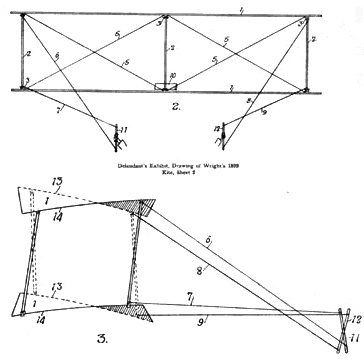
Un disegno di Wilbur del 1912 che illustra l'aquilone da lui costruito e sperimentato nel 1899. Notare i cavi collegati alle estremità alari che, in risposta all'azionamento di una coppia di leve, deformano le ali e generano forze asimmetriche in grado di far rollare (ruotare intorno al suo asse longitudinale) il velivolo.

## Idee sul controllo del volo dei fratelli
Nonostante il tragico destino di Lilienthal, i fratelli Wright adottarono la sua stessa strategia, che era quella di «saltare prima di volare» e cioè di studiare con attenzione i problemi di aerodinamica delle superfici e di controllo del volo, per dedicarsi solo in seguito all'installazione di un motore sui velivoli. La morte dell'aeronauta britannico Percy Pilcher in un altro incidente con un aliante nel 1899 non fece che rafforzare la loro convinzione che lo sviluppo di un metodo efficace per gestire un aeroplano in volo era la chiave verso il successo, nonché verso la possibilità di volare in relativa sicurezza. Quando cominciarono i loro esperimenti, i Wright ritenevano che quello del controllo fosse l'unico problema riguardante la costruzione di un aeroplano ancora sostanzialmente insoluto: gli altri due, quello della portanza generata dalle ali e della propulsione fornita dal motore, erano stati sostanzialmente risolti (grazie rispettivamente agli studi di Wenham sulla curvatura e l'allungamento delle ali e allo sviluppo del motore a scoppio, che soppiantò quello a vapore). Secondo alcuni studiosi, l'invenzione di un efficace sistema di controllo sui tre assi fu in effetti il più importante dei contributi che i fratelli Wright diedero al progresso del volo umano, nonché il fattore più importante che contribuì a portarli al successo in questo campo.
Con tutto questo, i Wright affrontarono il problema del volo con un approccio molto diverso da quello di altri sperimentatori dell'epoca, tra cui ad esempio Hiram Maxim, Clément Ader e il già citato Langley (tutti più esperti e più facoltosi di loro): questi ultimi tendevano a costruire motori grossi e potenti (Maxim e Ader a vapore, Langley a benzina) e a montarli su strutture prive di possibilità di controllo, nella convinzione che l'applicazione di una forza motrice sufficiente a una macchina aerodinamicamente stabile avrebbe potuto farla sollevare senza difficoltà e senza necessità di una precedente esperienza di volo. Inoltre, grazie al loro metodo sperimentale, basato su esperienze graduali e ben studiate, i Wright non solo acquisirono progressivamente una certa dimestichezza con i principi del volo e del pilotaggio, ma anche riuscirono a migliorare i loro velivoli man mano che le loro conoscenze teoriche e abilità tecniche si raffinavano.
Pur condividendo l'attitudine di Lilienthal alla pratica e all'esperienza sul campo, i Wright ritenevano che il suo metodo di controllo del volo (basato sugli spostamenti del corpo del pilota per spostare l'equilibrio del velivolo) non fosse adatto a garantire la piena controllabilità di un velivolo motorizzato, molto più grosso e pesante di un deltaplano. Basandosi su dati osservativi, nel corso dell'anno 1899 Wilbur giunse alla conclusione che gli uccelli in volo sfruttano il movimento delle estremità delle loro ali per far ruotare il loro corpo attorno a un asse longitudinale, cioè per rollare a destra o a sinistra. I due fratelli pensarono che, allo scopo di far eseguire una virata a una macchina volante artificiale, oltre che per controllare sbandamenti involontari dovuti al vento, sarebbe stato opportuno sviluppare un meccanismo capace di far inclinare di lato il velivolo esattamente come si inclinano di lato gli uccelli e, anche, coloro che eseguono una svolta andando in bicicletta. Rifletterono a lungo su come ottenere un effetto simile alla deformazione delle ali del mondo animale su un congegno di origine artificiale; infine, quando Wilbur deformò distrattamente la lunga scatola rettangolare di una camera d'aria, inventarono il sistema dello svergolamento alare.

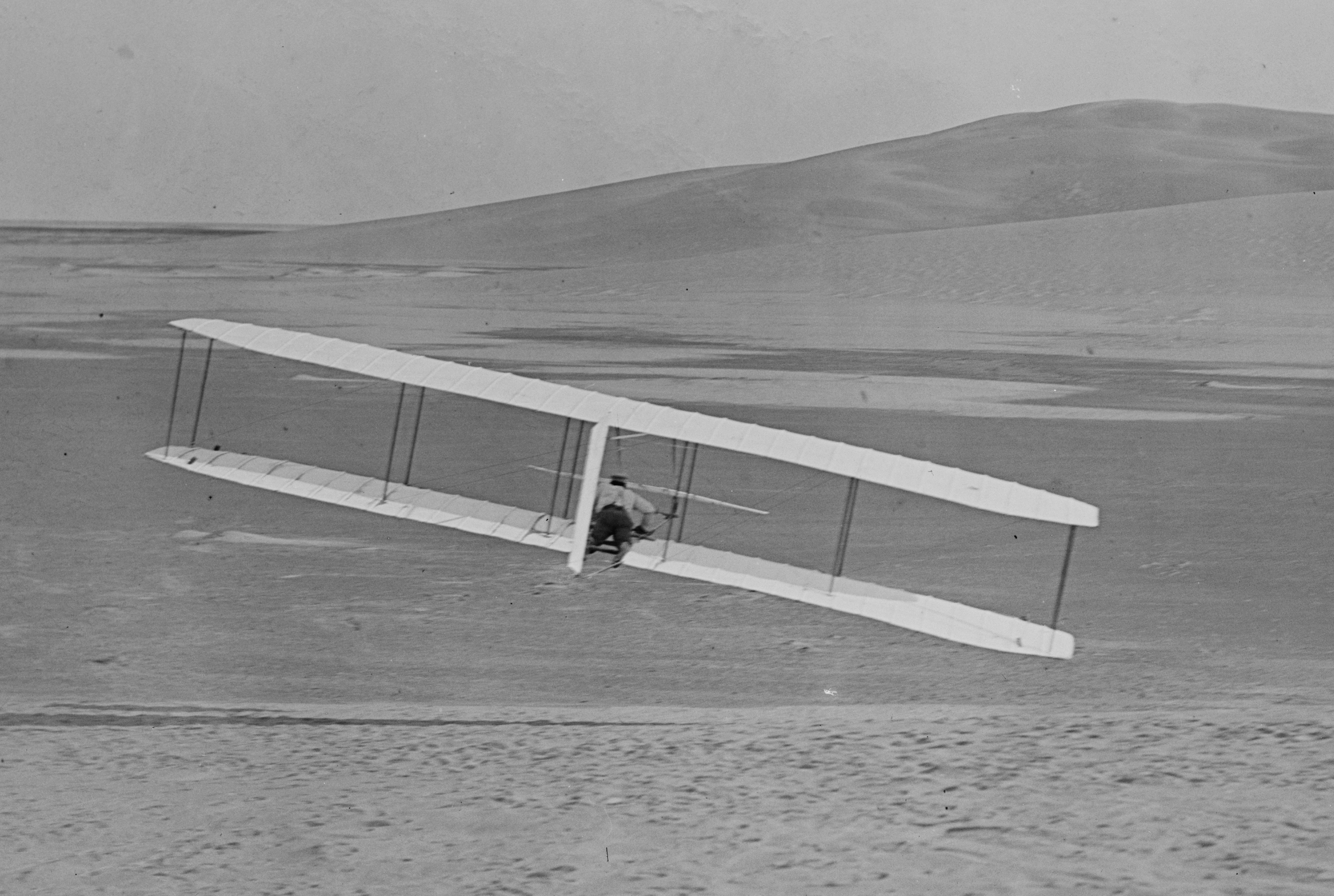
In questa immagine dell'aliante dei Wright del 1902 si nota, anche se con difficoltà, la lieve torsione delle ali (svergolamento) che consente al pilota (in questo caso Wilbur) di far virare il velivolo

In generale, gli altri sperimentatori che eseguirono ricerche nel campo dell'aeronautica tra la fine dell'Ottocento e l'inizio del Novecento consideravano la locomozione aerea come se non fosse qualitativamente differente da quella terrestre: la concepivano come uno spostamento su una superficie, con la sola particolarità che la superficie era sopraelevata. Per quanto riguardava il controllo direzionale, essi pensavano semplicemente a un timone, in tutto simile a quelli che si trovano montati sulle navi, capace di far ruotare il velivolo intorno al suo asse verticale. L'idea di inclinare la macchina lateralmente, anche a quelli che l'avevano presa in considerazione, non era sembrata desiderabile. Alcuni, come Langley e Chanute, miravano all'elusivo concetto dell'"autostabilità", ritenendo che il pilota di una macchina volante non sarebbe stato in grado di reagire agli effetti del vento e delle turbolenze per controllare efficacemente il velivolo, e che dunque un aereo intrinsecamente stabile sarebbe stato preferibile. I Wright, invece, volevano che il pilota avesse sul suo aereo un controllo totale.
Per questo motivo nei loro progetti iniziali non inclusero nessuna delle caratteristiche che tendono a migliorare la stabilità di un velivolo, come, ad esempio, il posizionamento dell'equilibratore in coda oppure l'impiego di ali dotate di un angolo di diedro positivo; scelsero anzi la configurazione canard, che porta automaticamente con sé problemi di instabilità longitudinale, e predilessero ali con un diedro negativo, intrinsecamente instabili ma meno suscettibili di subire le conseguenze delle raffiche di vento. Nella visione dei Wright, l'aereo andava pilotato e tenuto in equilibrio con continue piccole correzioni, come una bicicletta.
Nel luglio 1899 Wilbur costruì un aquilone biplano con un'apertura alare di circa un metro e mezzo, allo scopo di sperimentare in pratica un sistema di svergolamento alare per il controllo del rollio. L'aquilone era vincolato al suolo da quattro cavi (due collegati alle estremità dell'ala superiore e due a quelle dell'ala inferiore) che facevano capo a una coppia di bacchette impugnate da un operatore a terra. Muovendo queste bacchette mentre l'aquilone era in volo, era possibile svergolare (torcere) le ali in modo tale da far sì che esse deviassero asimmetricamente il flusso d'aria da cui erano investite e facessero quindi rollare il piccolo velivolo. Wilbur fece volare il suo aquilone in un campo vicino a Dayton nell'estate del 1899, sotto gli occhi di un gruppo di ragazzini stupiti di vedere un uomo in giacca e cravatta "giocare" in modo così infantile. Il sistema dello svergolamento ebbe successo: l'aquilone rispondeva in modo veloce e preciso ai comandi del pilota. Essendosi convinti della validità del loro sistema di controllo, i Wright iniziarono allora a lavorare su un aliante a scala naturale in grado di portare in volo un uomo.

## Gli alianti
I Wright basarono la progettazione dei loro primi alianti (come anche quella dell'aquilone del 1899) sul lavoro dei loro recenti predecessori e in particolare sui calcoli relativi alla portanza pubblicati da Lilienthal nel 1889 e sui disegni del deltaplano che Chanute aveva sperimentato con successo nel 1896 (il quale aveva eseguito planate anche di 110 metri). Wilbur e Orville disegnarono ali con un profilo curvo, la cui superiorità rispetto a un profilo piano in termini di forza portante generata era stata scoperta da George Cayley alla fine del Settecento ed era stata ampiamente dimostrata dal successo degli alianti di Lilienthal tra gli anni ottanta e gli anni novanta dell'Ottocento. Le due ali erano collegate da una struttura di montanti e cavi di rinforzo, anch'essa simile a quella del velivolo di Chanute; la superficie di controllo orizzontale era montata frontalmente anziché posteriormente, per ridurre la gravità delle conseguenze di un eventuale stallo aerodinamico (un'improvvisa perdita di portanza in grado di portare a uno schianto al suolo, che era stata ad esempio la causa dell'incidente che aveva ucciso Lilienthal). Wilbur ritenne, erroneamente, che una coda non sarebbe stata necessaria e pertanto i primi due alianti ne furono privi. Secondo alcuni biografi, probabilmente fino al 1902 solo Wilbur pilotò gli alianti in volo, forse esercitando la sua autorità di fratello maggiore per proteggere Orville dai rischi.

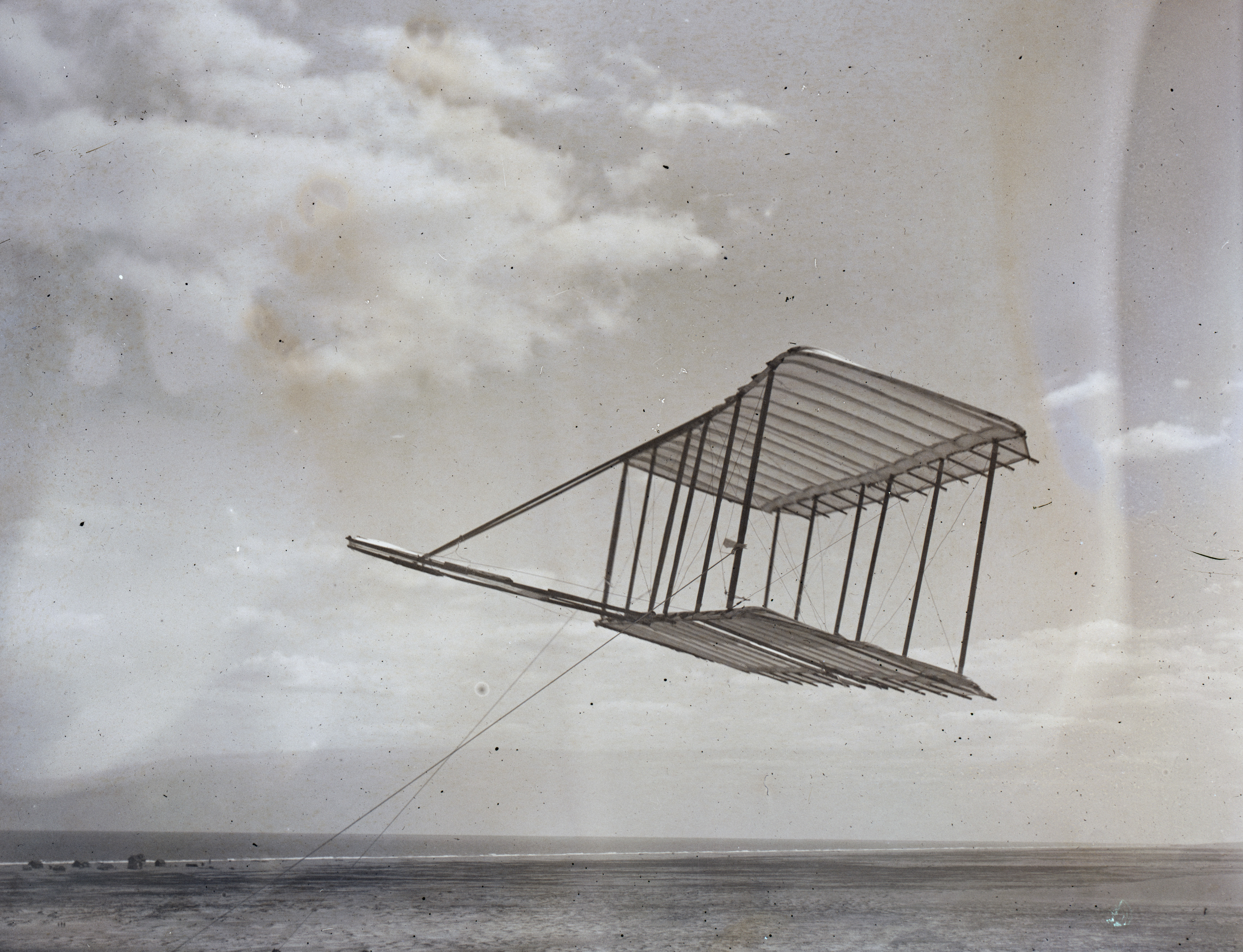
L'aliante del 1900 in volo, ancorato a terra e sostenuto dal vento. Non fu scattata nessuna foto del primo aliante in volo libero con l'equipaggio a bordo.

### L'aliante del 1900
I fratelli Wright terminarono la costruzione del loro primo aliante a grandezza naturale nel corso dell'anno 1900. Il velivolo, che era stato assemblato in un capanno di legno dietro il negozio di biciclette di Dayton, era un biplano di 5,2 metri di apertura alare, con la stessa configurazione canard che avrebbe caratterizzato tutte le realizzazioni dei Wright fino al 1911; la struttura era lignea, molto leggera, ed era ricoperta di tela di raso in cotone; era privo di coda, ma era dotato di controlli per il beccheggio e il rollio collegati rispettivamente alla superficie orizzontale anteriore e alle ali svergolabili; il pilota stava sdraiato in posizione prona per minimizzare la resistenza aerodinamica.
L'aliante, per essere sperimentato, necessitava di un luogo dove il vento fosse forte e costante. Wilbur si rivolse all'ufficio meteorologico statunitense (Weather Bureau) perché gli fosse indicata una località con queste caratteristiche; gli venne consigliato di recarsi a Kitty Hawk, un piccolo centro nella Carolina del Nord: una cittadina di pescatori, particolarmente adatta per gli scopi dei Wright perché metteva loro a disposizione ampi spazi aperti molto ventilati con un fondo sabbioso, relativamente poco pericoloso in caso di incidenti.
Il viaggio verso Kitty Hawk fu difficile, il tempo fu imprevedibile e, una volta giunti sul posto, i Wright trovarono che il cibo era scarso, il vento (effettivamente forte e sempre presente) soffiava la sabbia dappertutto e gli insetti (specialmente le zanzare) erano quasi insopportabili. Orville in seguito scrisse: «[Era] come il Sahara, o almeno come io mi immaginavo il Sahara». Tuttavia William J. Tate, la personalità più importante del piccolo villaggio, li accolse in modo molto amichevole e mise a loro disposizione tutto l'aiuto possibile. Nonostante tutto, i periodi passati a Kitty Hawk, anche dopo il 1900, furono per i Wright delle vacanze e, a posteriori, i due ricordarono gli anni passati viaggiando tra l'Ohio e la Carolina del Nord come alcuni dei più felici della loro vita.
Fu dunque sulle dune della spiaggia di Kitty Hawk che, nel 1900, i Wright iniziarono i loro esperimenti di volo umano. I voli del primo aliante ebbero luogo nel corso di pochi giorni all'inizio dell'autunno del 1900; innanzitutto essi provarono il velivolo facendolo volare come un aquilone, trattenuto da alcuni uomini a terra e sostenuto dal vento, dapprima senza pilota e con al suo posto zavorre di sacchi di sabbia o catene, poi con Wilbur a bordo; quindi passarono alle prove di planata libera, anche in questo caso eseguendo molte prove senza pilota e solo una dozzina di voli con Wilbur ai comandi. Inizialmente il velivolo subì dei test senza equipaggio, venendo appeso a un'impalcatura per mezzo di una carrucola, ma questo sistema non si rivelò efficiente; i Wright allora ricominciarono a trattare l'aliante come un aquilone e infine si spostarono 6 chilometri a sud di Kitty Hawk, sulle colline di Kill Devil Hills, per eseguire planate libere lungo i pendii. In quest'ultimo caso, il velivolo veniva lanciato manualmente, in direzione contraria a quella del vento, da Orville e da un assistente.
I Wright considerarono l'aliante del 1900 un sostanziale successo: i comandi, specialmente l'equilibratore, funzionarono bene e consentirono a Wilbur di eseguire planate controllate e atterraggi morbidi; la portanza generata dalle ali invece era abbastanza scarsa, e quindi – ritornati a Dayton nel corso dell'inverno 1900-1901 – i due fratelli si concentrarono prevalentemente sullo studio di profili con diversi gradi di curvatura e sulla realizzazioni di ali di maggiori dimensioni.

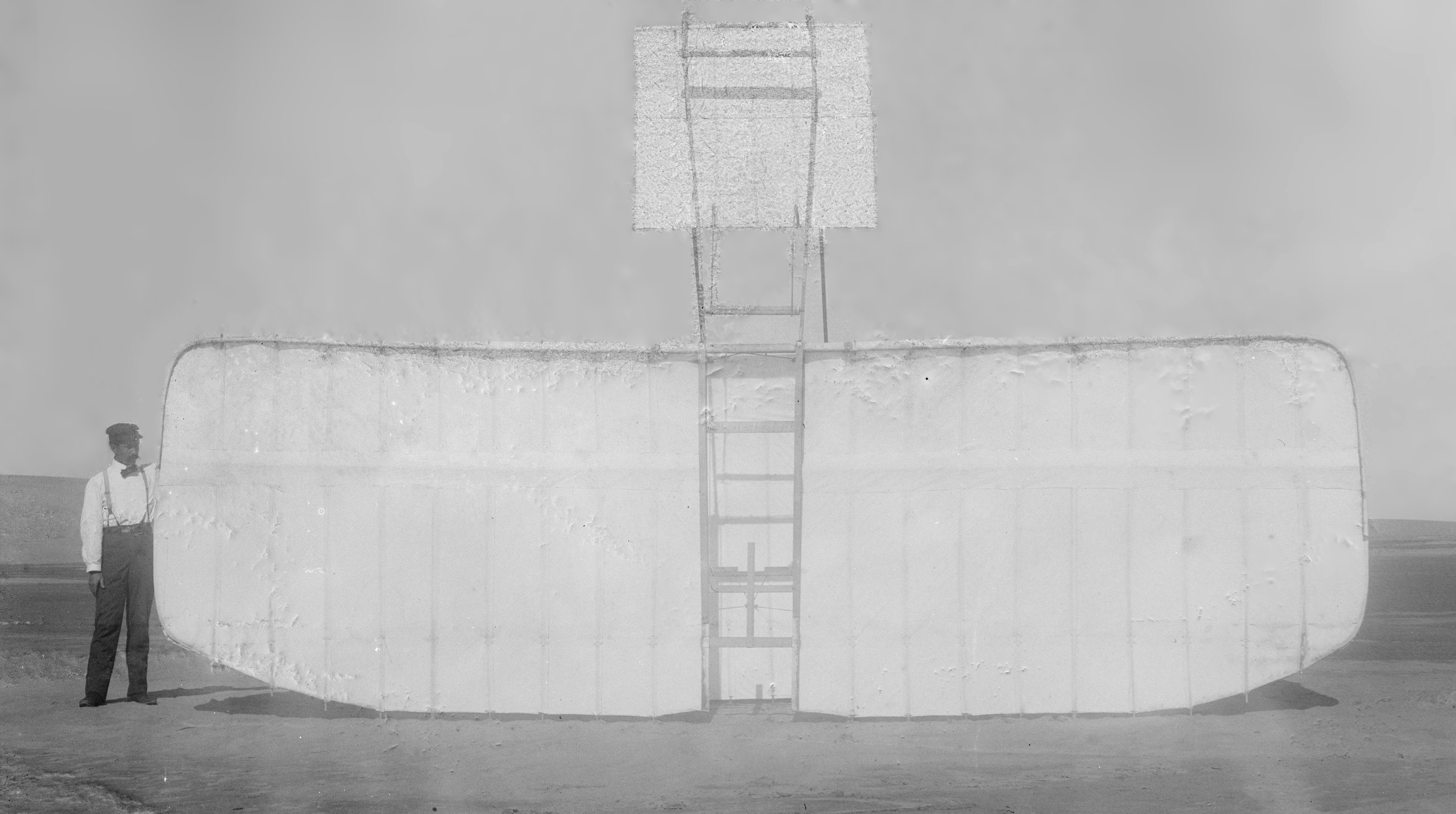
Orville Wright accanto all'aliante del 1901, collocato in posizione eretta, di cui si vede la faccia inferiore

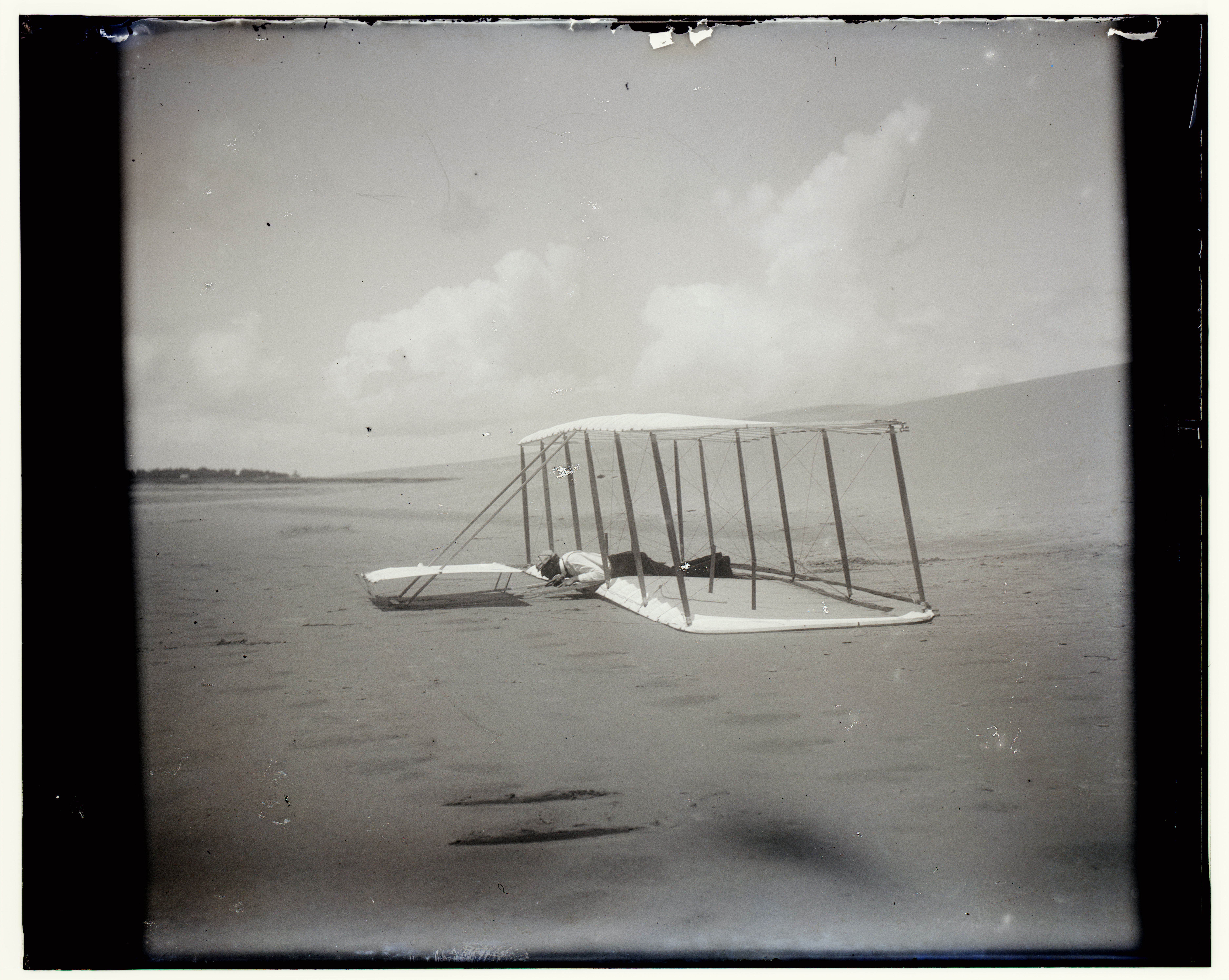
Wilbur a bordo dell'aliante del 1901 subito dopo un atterraggio

### L'aliante del 1901
Nel tentativo di aumentare la portanza, Wilbur e Orville costruirono nel 1901 un secondo aliante, con una superficie alare quasi raddoppiata e di dimensioni complessivamente molto aumentate; con i suoi 7 metri di apertura alare esso era, nel momento in cui venne completato, il più grande aliante che fosse mai stato costruito.
Tornati a Kitty Hawk nell'estate 1901, i fratelli Wright cominciarono con una nuova serie di lanci. L'aliante del 1901 volò da 50 a 100 volte tra il luglio e l'agosto, coprendo distanze di oltre 90 metri. Capitò qualche volta che l'aeromobile stallasse, cioè andasse incontro a una repentina perdita di portanza seguita da una rapida caduta verso il suolo; queste situazioni di pericolo però non ebbero conseguenze gravi, grazie all'"effetto paracadute" generato dall'ampio stabilizzatore frontale (questo fatto convinse ulteriormente i fratelli della validità della configurazione canard).
Tuttavia l'aliante del 1901 non fu un successo. Nonostante la grande superficie alare, esso generava solo un terzo della portanza prevista in base alla lift equation con cui i Wright avevano eseguito i loro calcoli. Inoltre la sua controllabilità in beccheggio era molto peggiorata e anche per quanto riguardava la controllabilità in rollio erano sorti dei problemi legati all'insorgenza del fenomeno dell'imbardata inversa. I Wright ridussero allora la curvatura dell'ala, portandola dal valore iniziale di 1/23 della corda a 1/12; questa misura sortì l'effetto di migliorare la risposta del velivolo in beccheggio, ma non risolse i problemi di portanza e di controllabilità in rollio.
Allora, terminata la breve stagione di volo del 1901, Wilbur e Orville rientrarono a Dayton e decisero di rielaborare loro stessi i calcoli relativi alla portanza, che inizialmente avevano accettato per buoni a partire dalle equazioni di portanza e resistenza disponibili e dai dati di Lilienthal. In particolare, si concentrarono sul calcolo preciso del "coefficiente di Smeaton".
Nel frattempo erano diventati membri di un'associazione di ingegneri e appassionati di volo, la Western Society of Engineers, presieduta da Octave Chanute; nel settembre 1901 Wilbur tenne durante una seduta dell'associazione un importante discorso, intitolato Alcuni esperimenti aeronautici, che venne ricevuto molto positivamente. Chanute, che si era recato a Kill Devil Hills nel 1901 per assistere di persona ai loro voli, rimase poi costantemente in contatto epistolare con i Wright e in altre occasioni collaborò con loro sul campo.

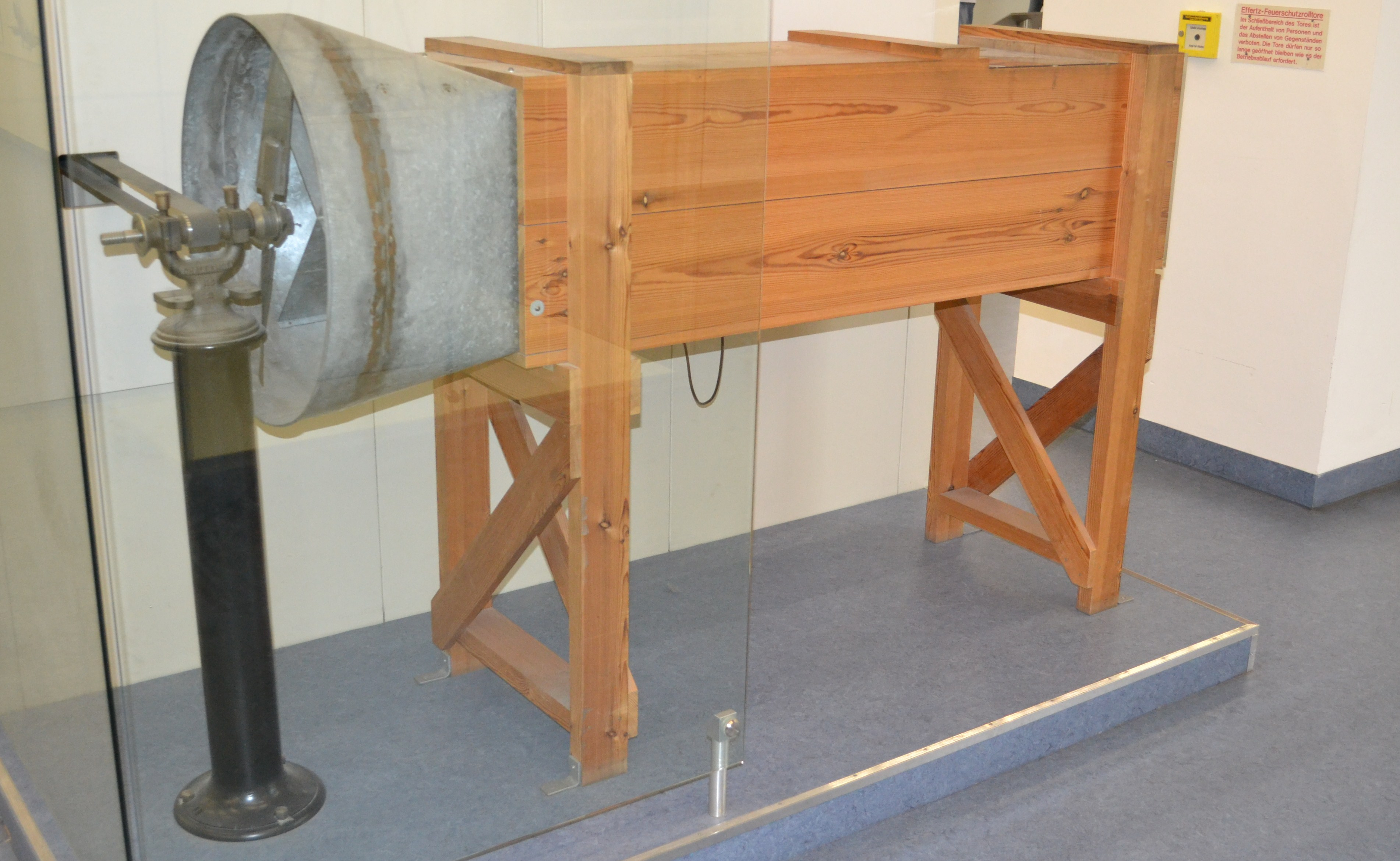
Una replica della galleria del vento dei Wright conservata al Deutsches Museum di Monaco di Baviera

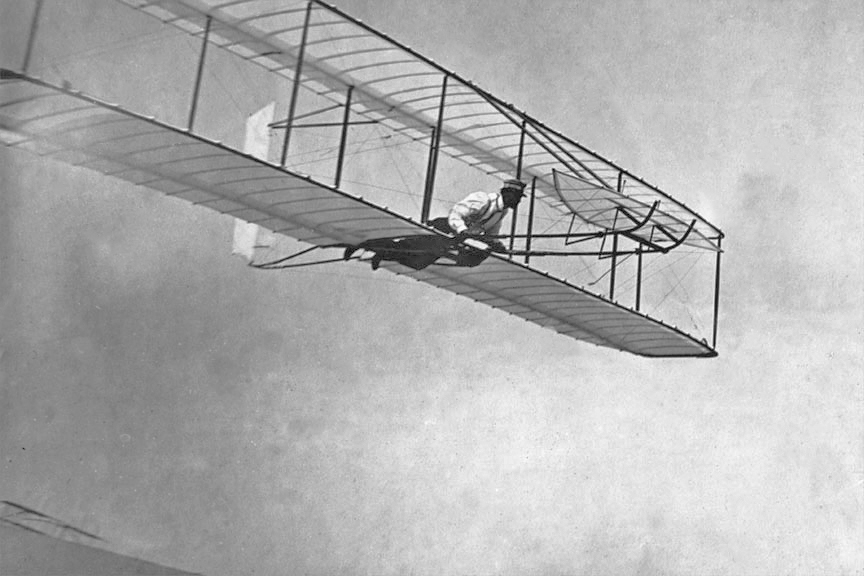
L'aliante del 1902 in volo; notare il timone singolo in coda, che rimpiazzava una doppia deriva

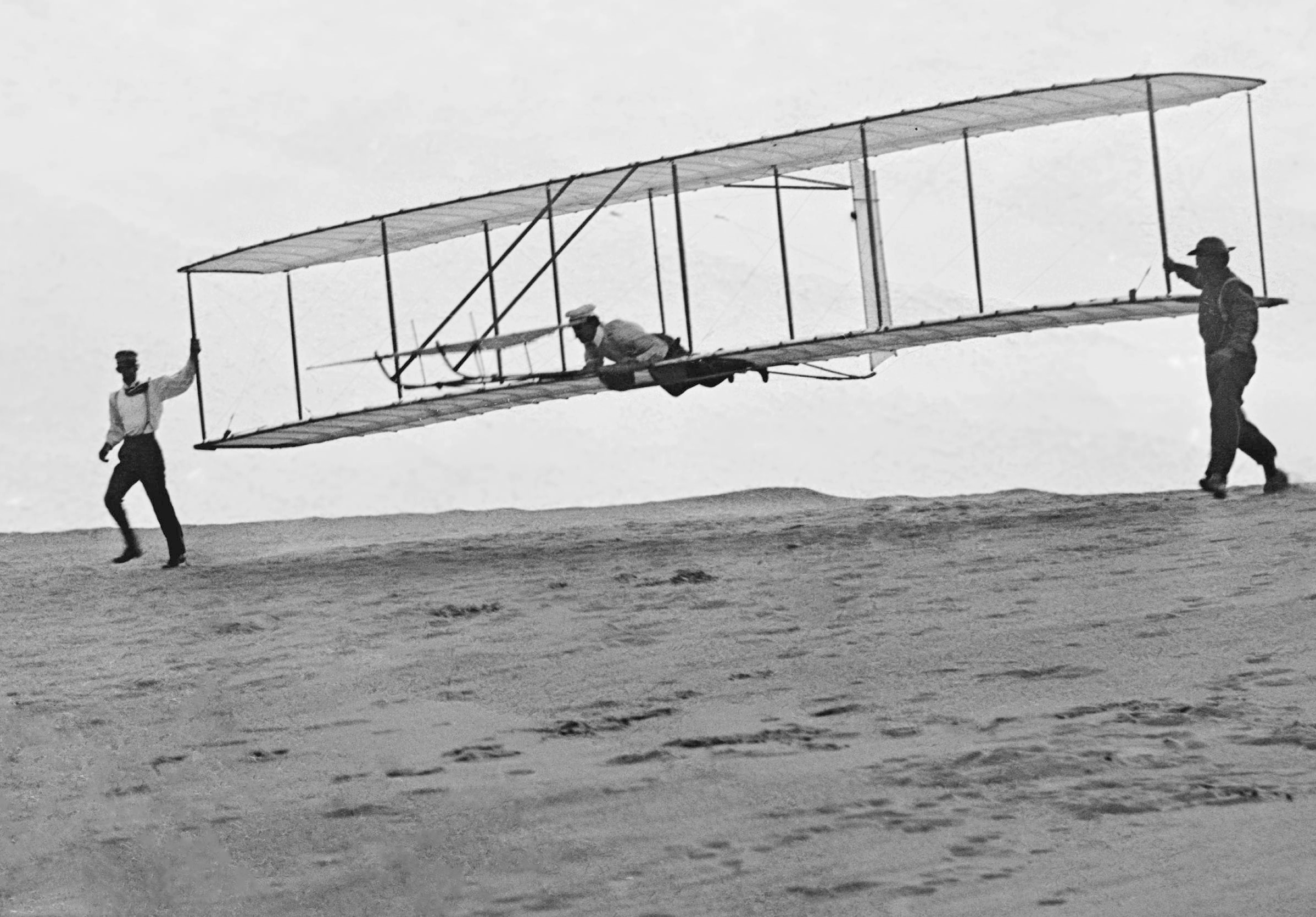
Wilbur aveva sempre pilotato da solo fino a quando, il 23 settembre 1902, anche a Orville fu concesso di prendere i comandi. In questa immagine, Wilbur e Dan Tate (fratellastro di William Tate) lanciano l'aliante con Orville a bordo.

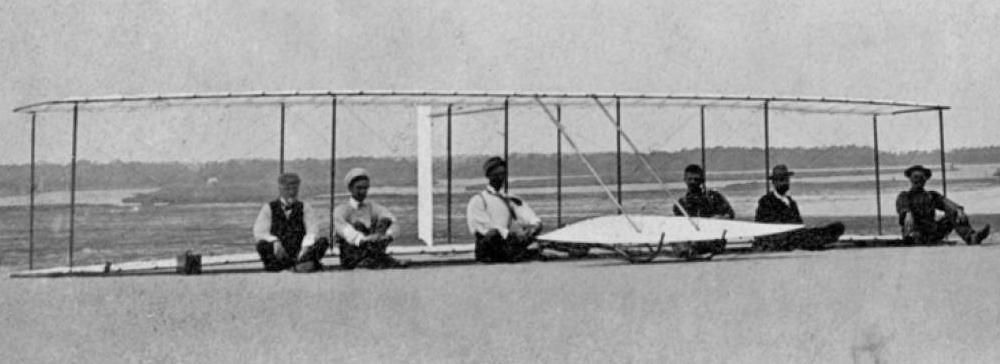
Una foto di gruppo dei Wright e dei loro amici e collaboratori con l'aliante del 1902. Da sinistra: Octave Chanute, Orville e Wilbur, Augustus Herring, George Spratt e Dan Tate.

### L'aliante del 1902
Wilbur e Orville, tornati a Dayton, passarono l'autunno e l'inverno tra il 1901 e il 1902 a eseguire esperimenti di aerodinamica. Per prima cosa modificarono una delle loro biciclette, montando in posizione orizzontale davanti al manubrio una terza ruota, completamente libera di girare. Sul bordo di questa ruota collocarono una piccola superficie metallica piana e, in posizione diametralmente opposta ad essa, un'aletta profilata, curva. Quest'ultima era costruita, in accordo con le equazioni disponibili, in modo da generare la stessa forza dell'aletta piana; invece, pedalando con questo banco di prova mobile, i Wright verificarono che la terza ruota girava e che quindi la superficie piana e quella curva non erano in equilibrio, come invece la teoria prevedeva. Questo bastò per dimostrare che i calcoli dei predecessori dei Wright erano sbagliati: o i dati di Lilienthal o il valore del coefficiente di Smeaton (o entrambi) erano scorretti.
Allora i due fratelli costruirono uno strumento più sofisticato, una galleria del vento costituita da una cassa di legno lunga un paio di metri, con una superficie vetrata per guardare all'interno, in cui una ventola mossa da un motore a scoppio da 1 cavallo generava un flusso d'aria di circa 50 chilometri orari. Essi testarono circa 200 piccole superfici alari con diversi profili, e infine giunsero alla conclusione che il valore generalmente accettato all'epoca per il coefficiente di Smeaton, 0,0054, era esagerato del 60 per cento: quello reale si aggirava più realisticamente intorno a 0,0033.
Entro il dicembre 1901 i Wright avevano accumulato abbastanza dati da poter essere ragionevolmente sicuri di aver risolto il problema della portanza; tuttavia, poiché la questione delle difficoltà di controllo in rollio non era ancora stata superata, e poiché volevano assicurarsi che i risultati dei loro esperimenti su piccoli modelli di superfici alari fossero validi anche su un velivolo a scala naturale, Wilbur e Orville decisero di costruire un terzo aliante prima di procedere ai tentativi di volare con un aereo motorizzato.
L'aliante del 1902 aveva un'apertura alare di 9,8 metri, ali più strette e allungate su un profilo più sottile; per risolvere il problema dell'imbardata inversa venne finalmente aggiunta una coda, con una doppia deriva verticale fissa.
Provato nel corso dell'estate e dell'autunno del 1902, questo terzo aliante si rivelò estremamente efficiente dal punto di vista aerodinamico: l'aumento della portanza generata fu subito evidente. L'introduzione della deriva verticale risolse solo in parte il problema della controllabilità in rollio, e allora Wilbur e Orville trasformarono la doppia superficie fissa in una superficie mobile singola, cioè in un vero e proprio timone di direzione: collegato allo stesso comando che controllava lo svergolamento alare, esso risolse una volta per tutte la questione.
Così modificato, l'aliante Wright del 1902 divenne il primo velivolo completamente controllabile sui tre assi mai costruito. Tra settembre e ottobre venne fatto volare tra 700 e 1 000 volte e consentì a entrambi i fratelli di acquisire finalmente una vera esperienza di pilotaggio; molti voli coprirono distanze di 150 metri e alcuni superarono i 180. La planata più lunga durò 26 secondi e coprì una distanza di 200 metri.
L'aliante del 1902 fu un notevole successo; costituì senza dubbio la migliore realizzazione dei Wright fino a quel momento, e secondo alcuni storici il suo efficiente sistema di controllo segnò la nascita dell'aeroplano moderno.

## Il Flyer, primo velivolo a motore (1903)
Tra la fine del 1902 e il settembre del 1903, quindi, Wilbur e Orville Wright si dedicarono all'installazione di un motore su una cellula sostanzialmente identica a quella del loro ultimo aliante. Il progetto del loro Flyer ("aviatore", così battezzarono il loro primo velivolo motorizzato) era infatti molto simile a quello dell'aliante del 1902, il quale a sua volta aveva conservato l'architettura complessiva dei suoi predecessori in un processo di evoluzione molto graduale. Le novità più salienti del Flyer erano gli impennaggi raddoppiati, sia anteriormente che posteriormente, e ovviamente l'introduzione di un sistema motopropulsore. La configurazione era sempre quella del biplano canard, con struttura in abete rosso e copertura in mussola; i controlli erano organizzati nello stesso modo dei velivoli precedenti e il pilota assumeva sempre una posizione prona; solamente, questa volta era collocato poco lontano dall'asse di simmetria dell'aereo, per compensare l'opposta eccentricità del motore.

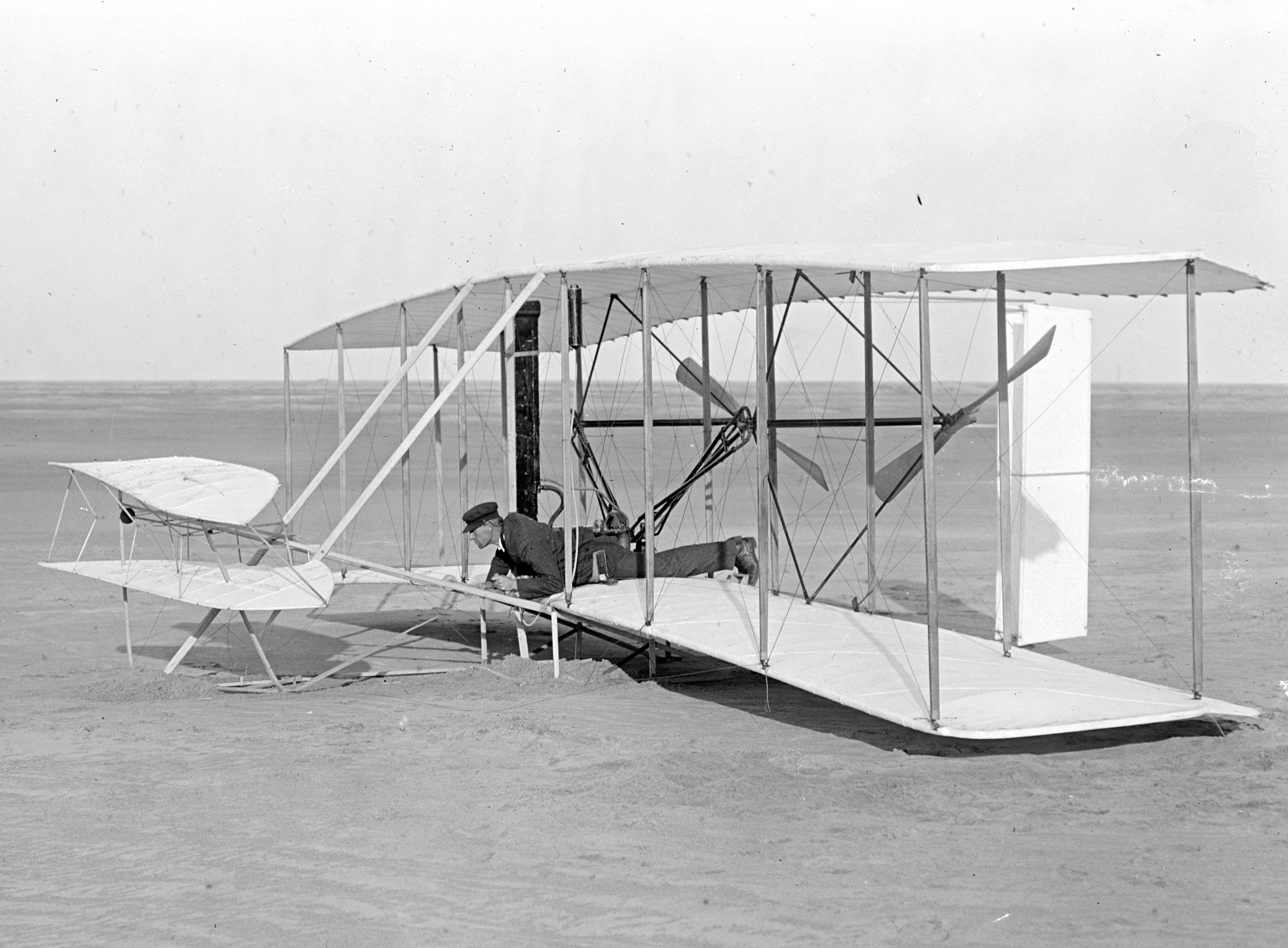
Wilbur a bordo del Flyer del 1903. Notare il doppio equilibratore frontale danneggiato (questa foto venne scattata subito dopo il fallimento del tentativo di volo del 14 dicembre) e le doppie eliche in posizione spingente, collegate al motore singolo da trasmissioni a catena.

Poiché le case automobilistiche a cui i due fratelli si erano rivolti non erano state in grado di mettere loro a disposizione un motore a scoppio con un rapporto potenza-peso soddisfacente, essi ne progettarono uno in modo completamente autonomo e ne affidarono la realizzazione al meccanico Charlie Taylor, un loro stretto collaboratore.
Problemi simili si riscontrarono per quanto riguardava le eliche: all'inizio del Novecento non esistevano ancora equazioni utili alla progettazione di un'elica efficiente, né in campo navale né tanto meno in campo aeronautico; perciò i Wright studiarono il problema per conto proprio, portarono a termine una serie di esperienze con la loro galleria del vento, stabilirono che un'elica non è in realtà altro che un'ala che ruota anziché traslare, e costruirono infine una coppia di eliche la cui efficienza (66 per cento) fu in definitiva molto buona.

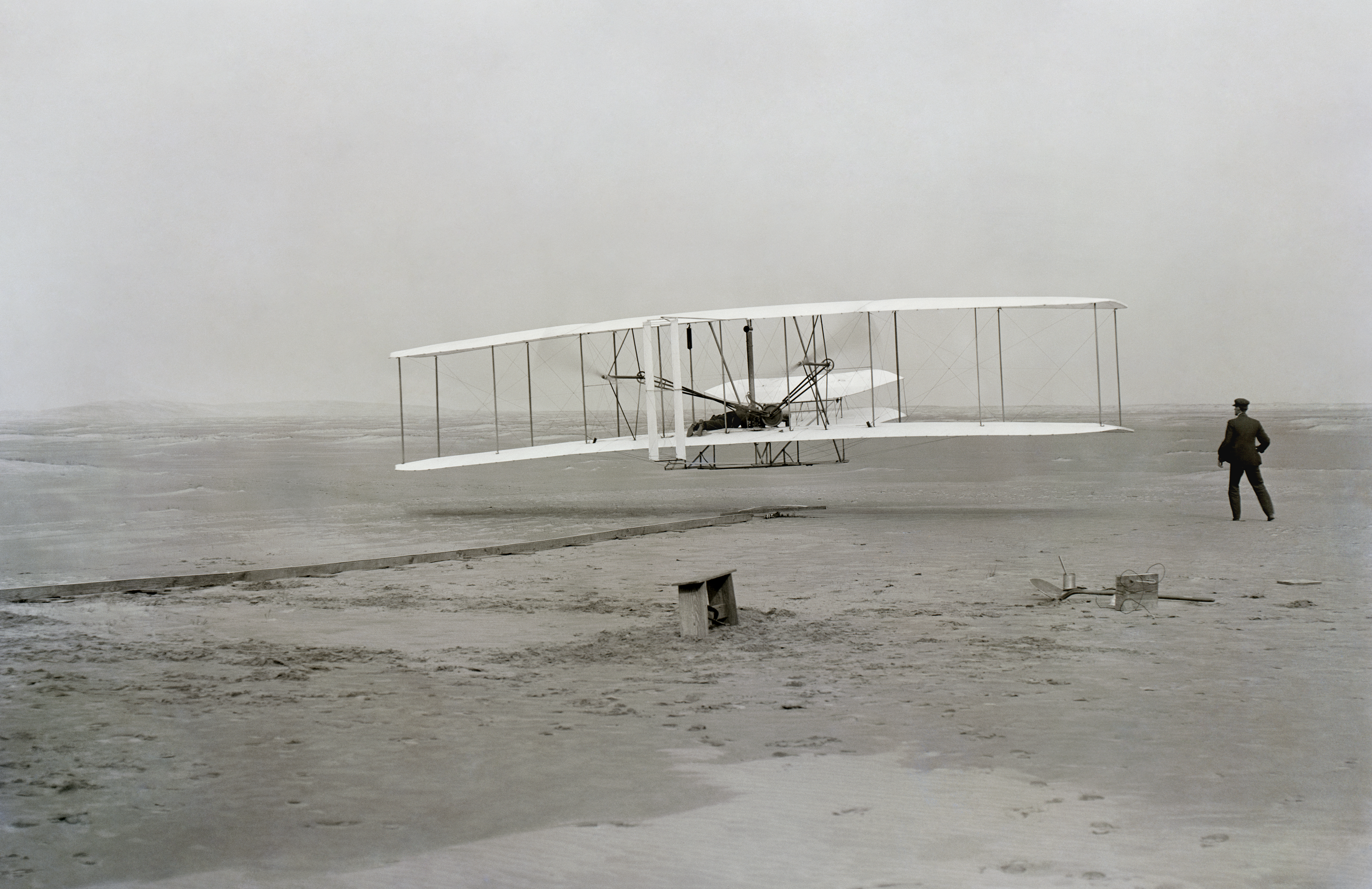
Il primo volo del Flyer, ai comandi di Orville, il 17 dicembre 1903

I Wright tornarono a Kitty Hawk nel settembre 1903. Per tutto l'autunno le condizioni meteorologiche furono avverse; poi un collaudo del motore danneggiò gli alberi delle eliche e costrinse Orville a tornare a Dayton per recuperare dei pezzi di ricambio. Nel frattempo, il 7 ottobre e l'8 dicembre, il Great Aerodrome di Langley per due volte non era riuscito a prendere il volo, schiantandosi rovinosamente. Quel duplice tentativo di volare con una macchina motorizzata più pesante dell'aria era stato compiuto da uno scienziato autorevole, segretario della prestigiosa Smithsonian Institution; nel progetto dell'Aerodrome il governo statunitense aveva investito 50 000 dollari e il suo fallimento raffreddò molto l'interesse per l'aviazione dell'opinione pubblica e delle autorità americane. Quando a Kitty Hawk giunse la notizia dell'insuccesso di Langley, Wilbur scrisse: «Adesso tocca a noi, e mi domando quale sarà la nostra sorte».
Fatte le riparazioni, una giornata di tempo abbastanza buono per lanciare il Flyer non si presentò fino al 13 dicembre ma, poiché era una domenica, non venne intrapreso nessun tentativo di volare. Il 14 dicembre, finalmente, Wilbur e Orville lanciarono una moneta per stabilire chi avrebbe tentato il primo decollo; vinse Wilbur, ma il suo primo tentativo di volare si concluse con uno schianto al suolo appena 3,5 secondi dopo il decollo. Ciononostante, convinto dalla provata efficienza del motore e dalla maniera in cui i comandi rispondevano, affermò di non avere più dubbi sul successo finale.
Tre giorni più tardi, il 17 dicembre 1903, riparati i danni e approfittando di una giornata di vento forte, i Wright erano pronti per un altro tentativo. Questa volta toccò a Orville prendere i comandi: il velivolo rullò lungo la rotaia che impediva ai pattini di affondare nella sabbia, decollò, rimase in volo per 12 secondi e, dopo aver percorso 36 metri, tornò a terra in un atterraggio relativamente morbido. Nel corso della stessa giornata, alternandosi al posto di pilotaggio, i due fratelli compirono altri tre voli, l'ultimo dei quali, ai comandi di Wilbur, durò 59 secondi e coprì 260 metri. Orville descrisse l'ultimo volo della giornata:
Invece il Flyer non fu riparato e non volò mai più. Una raffica di vento lo danneggiò ulteriormente mentre era a terra, dopo il quarto volo, e quindi l'aereo venne smontato, riposto in alcune casse e riportato a Dayton; dopo lunghe peripezie, che lo portarono anche a venire esposto al Museo della scienza di Londra, assunse nel 1948 la sua collocazione definitiva presso la Smithsonian Institution di Washington.
Oggi, il Wright Flyer del 1903 è spesso considerato il primo aeroplano (macchina volante motorizzata più pesante dell'aria) ad aver eseguito un volo controllato, sostenuto e prolungato con un pilota a bordo.

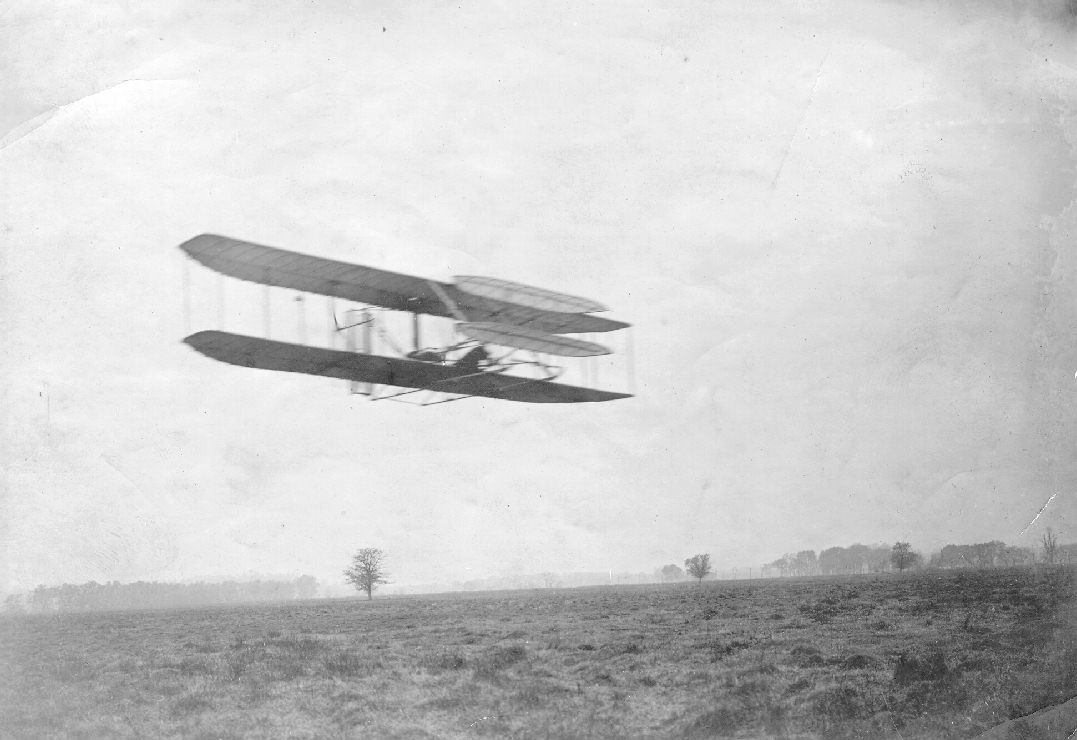
Il Flyer II, ai comandi di Wilbur, vola in cerchio sopra Huffman Prairie il 9 novembre 1904, in un volo che durò oltre 5 minuti

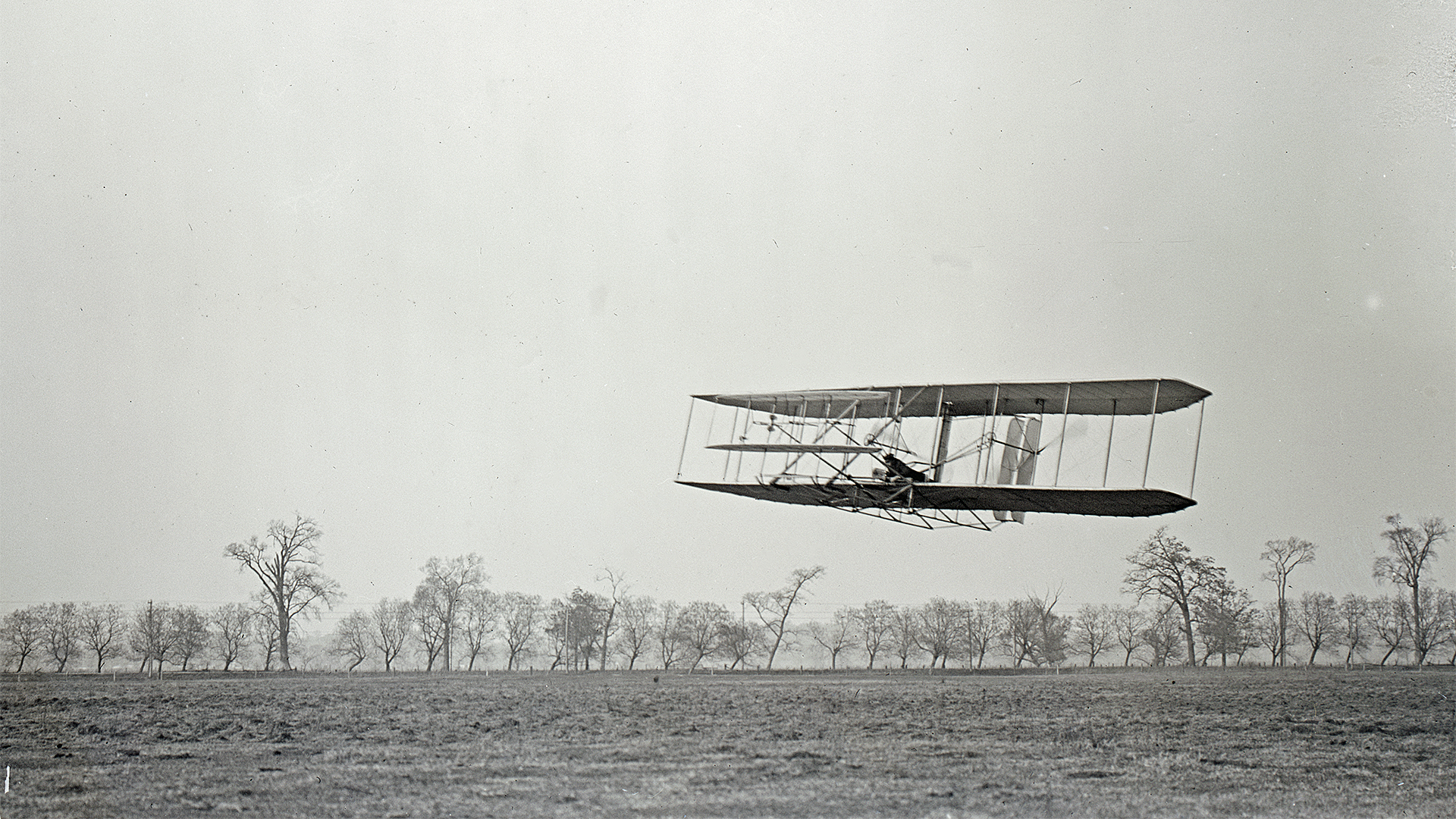
Orville ai comandi del Flyer II nel 1904

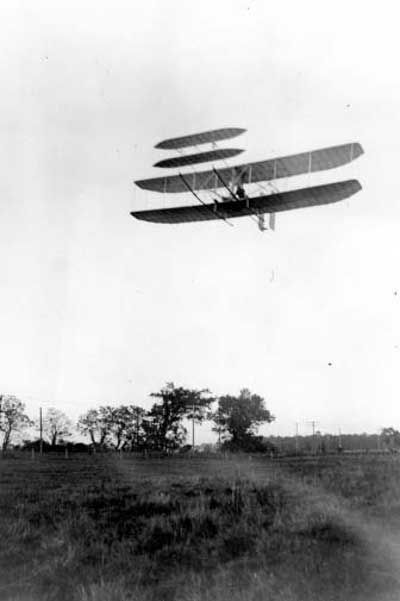
Il Flyer III in volo il 4 ottobre 1905. Simile ai suoi predecessori, ma dotato di un motore da 20 cavalli, questo modello fu un aereo veramente efficiente e pratico.

## I Flyer II e III (1904-1905)
Wilbur e Orville tornarono a Dayton in tempo per celebrare il Natale insieme alla loro famiglia. Il successo del loro Flyer non era passato del tutto inosservato: il pomeriggio stesso del 17 dicembre, nel medesimo telegramma con cui annunciavano ai familiari il loro prossimo ritorno, i Wright chiesero al padre che i dati essenziali della loro impresa venissero comunicati alla stampa. Già il 18 dicembre notizie frammentarie e imprecise dei loro voli comparvero su alcuni quotidiani, e in seguito i due fratelli diramarono comunicati stampa precisi. Comunque il pubblico, dopo le delusioni dovute agli insuccessi di Langley, esitava ad entusiasmarsi ancora per l'aviazione, e i Wright per contro non fecero nulla per dare riscontro mediatico ai loro successi: preferirono migliorare le loro realizzazioni in un clima di riservatezza, per non farsi rubare nessuna idea e per riuscire a realizzare al più presto un velivolo con un certo potenziale economico.
Dopo i voli del 1903 Wilbur e Orville decisero di abbandonare il mercato delle biciclette e di dedicarsi esclusivamente alle progettazioni aeronautiche; si trattò di una scelta finanziariamente piuttosto rischiosa dal momento che, pur essendo benestanti, essi non avevano a disposizione grandi patrimoni di famiglia o sovvenzioni governative.
Nel 1904, non più a Kitty Hawk ma a Dayton, in un campo appena fuori città noto come Huffman Prairie, Wilbur e Orville fecero volare il loro secondo aereo a motore, il Wright Flyer II. Era un aereo ancora una volta molto simile ai suoi predecessori, e differiva dal Flyer del 1903 solo per pochi dettagli: il motore potenziato (sempre disegnato dai Wright e costruito da Taylor, che erogava 15 cavalli anziché 12), il profilo alare più sottile, alcuni accorgimenti e piccole modifiche all'equilibratore anteriore (volte a migliorare la stabilità di beccheggio, molto scarsa sul Flyer I), la sostituzione dell'abete rosso con il pino bianco per la struttura. Il resto era stato lasciato com'era sul Flyer I, poiché le prove del 17 dicembre 1903 non erano state abbastanza numerose e articolate da rendere possibile procedere già con modifiche sostanziali.
Il Flyer II, nonostante le modifiche che incorporava, era ancora troppo instabile in beccheggio e a causa del nuovo profilo la portanza che produceva era in complesso insufficiente; ciononostante, grazie a un sistema di lancio a catapulta, il velivolo fu in grado di compiere voli anche di 5 chilometri in 5 minuti, e portò a termine con successo (per la prima volta nella storia) virate di 360°.
La stagione di volo del 1904 si concluse dopo 105 lanci, tutti compiuti tra la fine di maggio e l'inizio di dicembre, nel corso dei quali i Wright accumularono in totale 45 minuti di permanenza in aria. Al termine di questo periodo il Flyer II venne smontato: le sue parti metalliche vennero conservate e riciclate l'anno successivo, quelle in legno e in tela vennero bruciate.
Nell'inverno tra il 1904 e il 1905 i Wright applicarono tutta l'esperienza accumulata alla progettazione di un terzo aeroplano, il Flyer III. Provato tra la fine di giugno e l'inizio di novembre del 1905, e ampiamente modificato man mano che i test di volo davano i loro risultati, il Flyer III fu un notevole successo, ed è in genere considerato il primo aeroplano veramente "pratico" mai costruito. Finalmente stabile e completamente controllabile, il 5 ottobre fu in grado di volare per 39 minuti coprendo altrettanti chilometri, a una velocità media di 60 chilometri orari e a una quota sufficiente per evitare alberi ed edifici.
Il 7 novembre l'aereo venne smontato e riposto in alcune casse, dove rimase fino al 1908.

## Riservatezza mediatica e brevetti
Molti abitanti di Dayton furono testimoni oculari dei voli dei Wright tra il 1904 e il 1905. Tuttavia, la stampa nazionale non concesse alcuno spazio ai loro risultati, e quella locale continuò a dedicare loro un'attenzione molto limitata; comparvero alcuni articoli relativi ai voli più lunghi, ma quasi nessun reporter fu inviato a documentare il lavoro dei Wright. Tutte le fotografie dei loro primi voli, ad esempio, furono scattate da Wilbur e Orville stessi. James M. Cox, allora editore del quotidiano Dayton Daily News e in seguito governatore dell'Ohio e candidato alla presidenza degli Stati Uniti, affermò a proposito degli exploit di Wilbur e Orville: «Francamente, nessuno di noi ci credeva».
I Wright in realtà fecero del loro meglio per evitare di attirare l'attenzione dei mezzi di comunicazione, per paura che essi avrebbero fatto perdere loro del tempo prezioso e che avrebbero consentito ad altri di appropriarsi delle loro idee, che non erano ancora state brevettate. Rifiutarono ai pochi reporter che furono testimoni dei loro voli il permesso di scattare fotografie, e tra il 1905 e il 1908 rifiutarono di eseguire ulteriori dimostrazioni in volo se non dopo aver firmato un contratto per vendere un aeroplano. La prestigiosa rivista Scientific American scriveva all'inizio del 1906 che le notizie dei voli di 15 o 30 minuti dei Wright erano «sensazionali», ma che risultava quasi incredibile che risultati di tale importanza non fossero saltati all'occhio di nessun giornalista, e concludeva che prima di poter trarre conclusioni sulla reale portata dei successi dei due commercianti di Dayton era necessario «fare più luce sull'argomento».

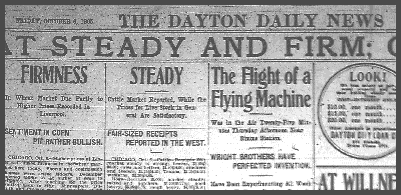
Il Dayon Daily News riportò la notizia del volo del 5 ottobre 1905, in cui il Flyer III aveva percorso 39 chilometri, a pagina 9 accanto a notizie relative all'economia e all'agricoltura.

Dal canto loro Wilbur e Orville, ormai pienamente convinti della validità pratica e delle potenzialità economiche del loro Flyer III, interruppero momentaneamente gli esperimenti pratici e cominciarono a tentare di vendere alcuni esemplari del loro ultimo velivolo. Desiderosi di rendere la loro invenzione utile agli Stati Uniti, i Wright si rivolsero innanzitutto al segretariato della guerra offrendo di vendere il loro aeroplano alle forze armate americane. In un primo momento il Secretary of War, William Howard Taft, non dimostrò interesse per la proposta, e allora i Wright rivolsero la loro attenzione verso un altro problema, quello di completare la procedura di brevetto delle loro invenzioni: questa occupazione li assorbì completamente per buona parte del 1906.
Nel 1903 una prima domanda di brevetto stesa personalmente da Wilbur e Orville era stata rifiutata; nel gennaio 1904, quindi, essi avevano ingaggiato il legale specializzato in procedure di brevetto Harry A. Toulmin, il quale riuscì a far ottenere ai Wright un brevetto per una «macchina volante» il 22 maggio 1906.
Il brevetto si riferiva a un velivolo senza motore, sostanzialmente l'aliante del 1902; la sua importanza fondamentale però era legata alla protezione della proprietà intellettuale del sistema di controllo del volo, applicabile indifferentemente a velivoli con o senza motore. La principale innovazione di cui i fratelli Wright erano stati responsabili era in effetti l'invenzione di un sistema efficiente per controllare i movimenti dell'aeroplano in volo su tutti e tre gli assi. Tuttavia, per quanto riguardava il controllo del rollio, la presenza nel testo del brevetto di un riferimento piuttosto generico a un sistema per variare l'angolo di incidenza con cui le estremità delle ali incontrano il flusso d'aria generò in seguito gravi problemi legali: l'assenza di una precisa descrizione dell'alettone, sostituita da espressioni generiche riferite al movimento delle estremità laterali dell'aeroplano, fecero sì che negli anni successivi nascessero gravi controversie sulle rivendicazioni di paternità dell'invenzione dell'alettone, che in effetti è un sistema di controllo del rollio più efficace dello svergolamento alare che i Wright applicarono ai loro aerei. Si veda più avanti il paragrafo Problemi con il brevetto.

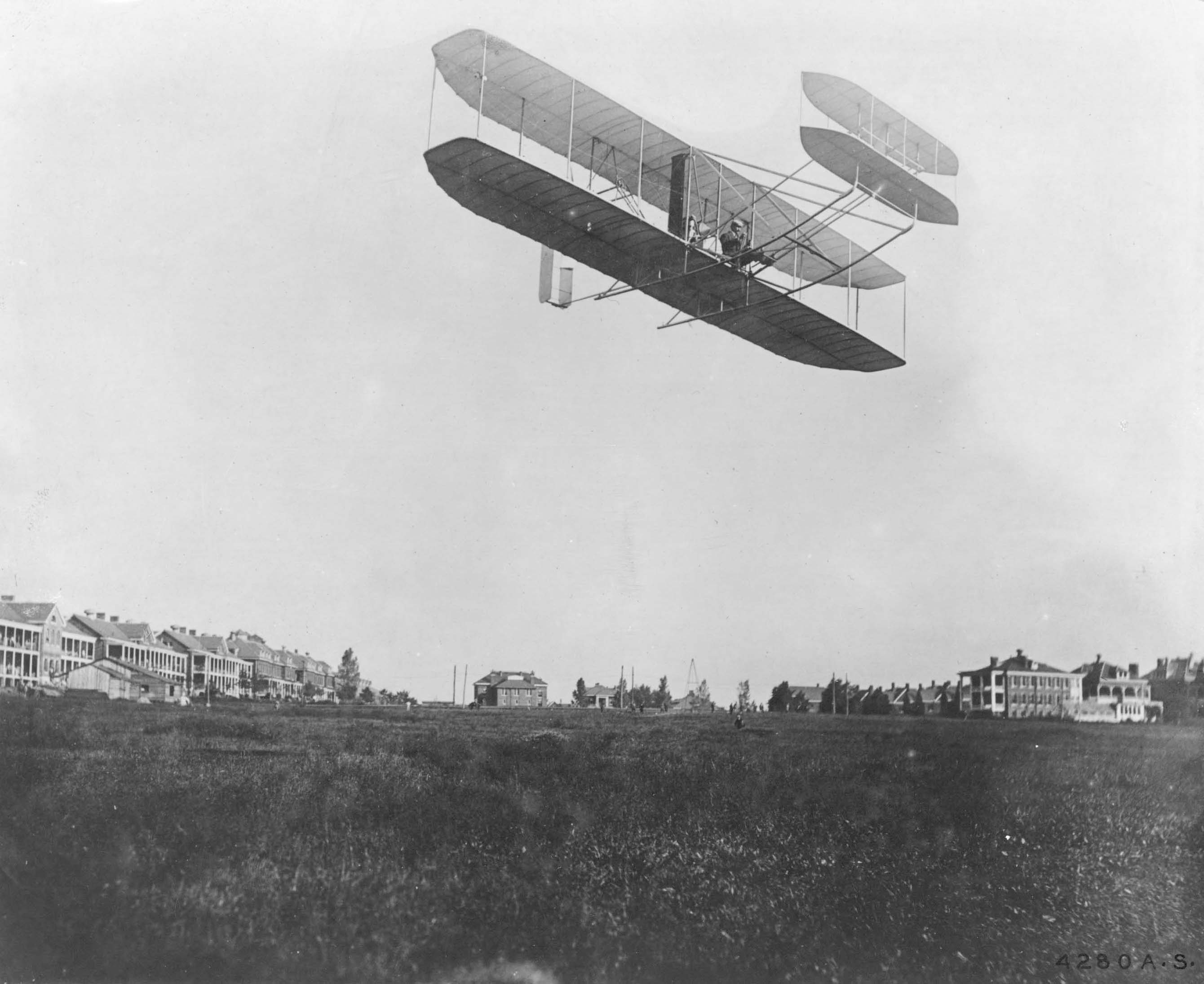
Orville Wright esegue dimostrazioni per l'esercito USA a Fort Myer, Virginia, nel settembre 1908.

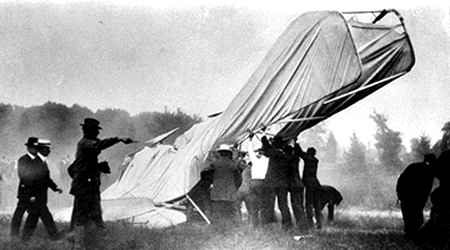
Il Military Flyer dopo lo schianto del 17 settembre 1908 a Fort Myer.

## Dimostrazioni pubbliche
Lo scetticismo con cui il mondo dell'aviazione, specialmente quello europeo, aveva guardato alle rivendicazioni dei fratelli Wright a proposito dell'invenzione di una macchina volante si sciolse completamente tra il 1908 e il 1909.
Dopo i considerevoli risultati ottenuti nel 1905 con il Flyer III, Wilbur e Orville non avevano più volato. Nel 1906-1907, nei pochi momenti lasciati liberi dalla ricerca di clienti per le loro macchine volanti, avevano intrapreso degli studi per un idrovolante che però non ebbero seguito; e dopo aver finalmente ottenuto un brevetto capace di proteggere i loro interessi legati all'invenzione del sistema di controllo del volo sui tre assi, i due rinnovarono i loro sforzi per riuscire a vendere i loro aerei. Finalmente, nel corso del 1907, i Wright riuscirono a suscitare l'interesse della Compagnie Generale de Navigation Aérienne, un consorzio aeronautico francese, e poi anche degli U.S. Signal Corps (dipendenti dell'esercito statunitense): entrambi questi enti siglarono dei contratti in cui si impegnavano ad acquistare alcuni esemplari di una versione biposto del Flyer III previa dimostrazione delle capacità del velivolo.
Poiché il Flyer III era a terra da oltre due anni, prima di procedere con le prove ufficiali di fronte ai potenziali clienti i due fratelli vollero collaudare il velivolo ancora una volta per conto proprio. Nel maggio 1908, dunque, il Flyer III del 1905 venne recuperato, rimesso in sesto, dotato di un nuovo motore potenziato e di un sistema di gestione dei comandi modificato; poiché, ora che i voli cominciavano a diventare più lunghi di mezz'ora, la posizione prona stava diventando scomoda, l'aereo venne equipaggiato con una panchetta in legno su cui il pilota e un passeggero potevano sedere affiancati. L'aereo venne collaudato con due persone a bordo, come richiesto dalle specifiche dei francesi e dei militari americani, il 14 maggio; Charles Furnas, un meccanico di Dayton, divenne così il primo uomo ad aver mai volato a bordo di un aeroplano come passeggero. Il Flyer III diede ancora una volta buona prova nel corso dei test, e le sue prestazioni convinsero Wilbur e Orville che avrebbe potuto soddisfare i potenziali clienti. Tuttavia il velivolo andò distrutto in un incidente poco tempo dopo, e quindi fu con un aereo diverso, un Wright Model A, che Wilbur partì per le dimostrazioni che doveva compiere in Francia e Orville si apprestò ad eseguire le prove per gli U.S. Signal Corps.

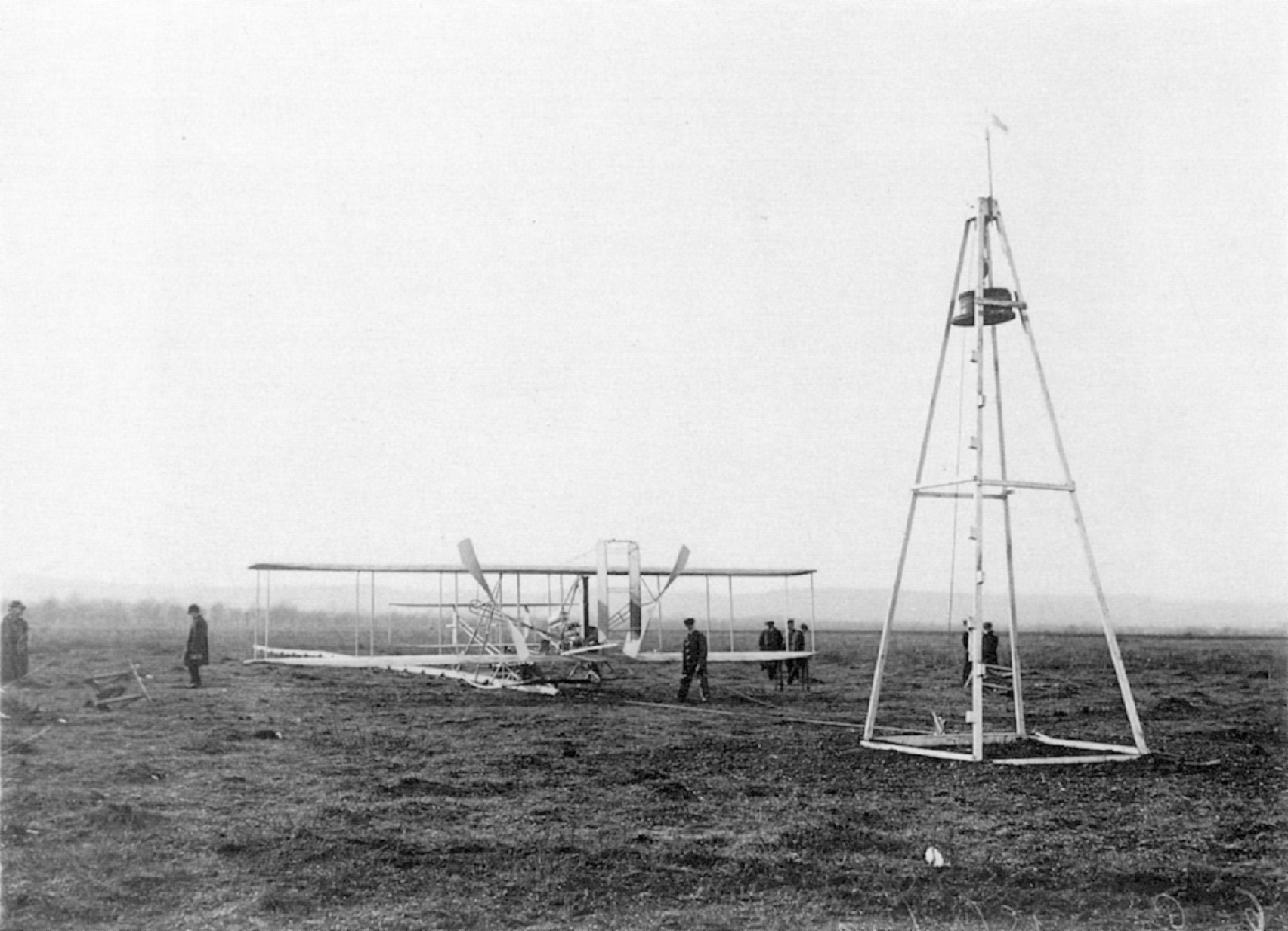
A partire dal 1904, i Wright impiegarono una catapulta che sfruttava la caduta di un peso da un'impalcatura per accelerare i loro aerei in fase di decollo. Qui, il Flyer A in Francia nel 1909.

Nel frattempo, tra il 1906 e il 1908, sia in Europa che in America diversi pionieri dell'aviazione (come Alberto Santos-Dumont, Glenn Curtiss, Henri Farman e altri) erano riusciti a costruire a loro volta macchine volanti, eseguendo anche dimostrazioni pubbliche. In Francia, in particolare, dove i voli di Santos-Dumont del 1906 avevano creato intorno all'aviazione un clima di grande entusiasmo, l'opinione pubblica era molto scettica rispetto alle rivendicazioni dei fratelli Wright. Tuttavia appena videro volare Wilbur, che compì il suo primo decollo europeo l'8 agosto 1908, i francesi cambiarono radicalmente idea (seguiti ben presto dal resto del mondo). Molti di quelli che avevano accusato i Wright di essere dei bugiardi si scusarono, e alcuni si sbilanciarono in giudizi entusiastici sulle capacità delle loro macchine volanti.
In alcune occasioni, nel corso del suo tour europeo del 1908-1909, Wilbur rimase in aria per oltre due ore alla volta, e portò in volo con sé un totale di 60 passeggeri per dimostrare che il suo aereo era sicuro.
Le dimostrazioni che Orville condusse per l'esercito statunitense nello stesso periodo, tra la fine di agosto e la metà di settembre del 1908, non andarono altrettanto bene. Giunto a Fort Myer, in Virginia, presso il terreno destinato alle parate militari dove avrebbe dovuto eseguire le sue prove, ebbe gravi difficoltà a mettere a punto il motore e fu assillato per tutto il tempo dalle domande dei giornalisti. Tuttavia, quando il Model A fu finalmente pronto a volare, diede ben presto ottima prova: Orville riuscì a eseguire voli di oltre un'ora, gestendo l'aereo con sicurezza e portando in volo come passeggeri i militari responsabili della valutazione del velivolo. Il 17 settembre però, durante un volo di prova con a bordo un ufficiale dell'esercito, il tenente Thomas Selfridge, un'elica si ruppe in volo, e i suoi frammenti danneggiarono la coda. Fuori controllo, l'aereo precipitò violentemente al suolo. Orville se la cavò con una gamba fratturata, alcune costole rotte e una ferita alla schiena, che guarirono presto ma continuarono a fargli male per il resto della sua vita. Selfridge invece morì sul tavolo operatorio quella stessa sera, divenendo così la prima vittima di un incidente aereo con una macchina motorizzata più pesante dell'aria.
Nonostante tutto, l'esercito si era convinto delle potenzialità dell'aereo dei Wright e confermò il suo ordine a patto che i test venissero ripresi con una nuova macchina e portati a termine.
Orville, convalescente, raggiunse Wilbur in Francia accompagnato dalla sorella Katharine all'inizio del gennaio 1909. Insieme i tre lasciarono Le Mans, dove avevano avuto luogo le precedenti esibizioni, e si spostarono dapprima a Pau, nel sud del paese, e poi in Italia, a Centocelle, poco fuori Roma, dove eseguirono trionfalmente altre dimostrazioni. Per tutto il viaggio furono seguiti da folle di personaggi influenti e facoltosi, affascinati dalla coppia di aviatori americani.
Sulla via del ritorno i Wright passarono brevemente dall'Inghilterra, dove presero accordi per la produzione su licenza di alcuni esemplari del Model A. Dopo essere rientrati negli Stati Uniti, Wilbur e Orville furono sommersi dalle parate, dagli eventi pubblici e dalle celebrazioni in loro onore a Dayton; poco dopo furono invitati alla Casa Bianca, dove il presidente Taft li ricevette e conferì loro delle decorazioni.
Ansiosi di mettersi al lavoro sul Military Flyer, la versione modificata del Model A con cui avevano intenzione di portare a termine le dimostrazioni per l'esercito, i fratelli sopportarono a fatica la perdita di tempo che per loro rappresentavano le apparizioni pubbliche. Misero a punto meticolosamente il nuovo velivolo destinato all'esercito, e finalmente Orville avviò i collaudi il 29 giugno 1909. Nelle settimane successive diede molte ottime dimostrazioni della sua macchina, sia in termini di autonomia, che di quota di tangenza, che di velocità. Il Flyer convinse appieno i rappresentanti dell'esercito e in particolare, avendo superato di 2 miglia orarie la velocità richiesta di 40 miglia orarie (64 chilometri all'ora) i Wright ricevettero un bonus di 5 000 dollari che si aggiunsero ai 25 000 pattuiti per l'acquisto dell'aereo.
Il 4 ottobre, a New York, Wilbur compì uno spettacolare volo sul fiume Hudson in occasione della festa Hudson-Fulton, girando intorno alla Statua della Libertà sotto gli occhi di un milione di persone. Nel frattempo Orville intraprese un altro viaggio in Europa, nel corso del quale eseguì ulteriori dimostrazioni di volo in Germania.
Il 25 maggio 1910, di ritorno a Huffman Prairie, vicino a Dayton, Orville pilotò due voli piuttosto speciali. Prima compì un volo di 6 minuti con Wilbur come passeggero, e fu l'unica volta che i due fratelli volarono insieme: avevano infatti promesso al padre che non avrebbero mai volato contemporaneamente sullo stesso aereo, per evitare il rischio di una doppia tragedia; questa volta, però, avevano ricevuto dal reverendo Wright il permesso di volare insieme. Poi, Orville condusse in volo Milton stesso, il suo genitore ottantaduenne, rimanendo in aria per 7 minuti. Fu l'unica volta che Milton Wright volò in tutta la sua vita. L'aereo si alzò a quasi 110 metri di quota, mentre l'anziano pastore urlava a suo figlio:

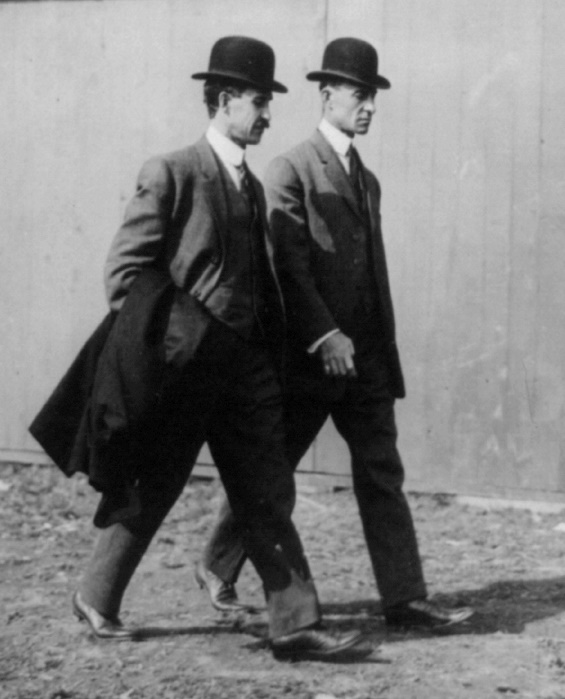
Wilbur e Orville insieme nel 1910.

## Wright Company

### In affari
Ormai popolari e con un certo numero di ordini da soddisfare, i Wright sostanzialmente smisero di volare. Non presero parte all'importante meeting aeronautico di Reims del 1909, non parteciparono a nessuna delle gare che si andavano moltiplicando in quegli anni e non cercarono di vincere nessuno dei premi che vennero messi in palio per le imprese importanti, come per esempio la trasvolata della Manica o delle Alpi. Si concentrarono piuttosto sul problema di avviare su solide basi la loro industria aeronautica.
La Wright Company venne fondata il 22 novembre 1909, con Wilbur come presidente e Orville come suo vice; una fabbrica di aeroplani venne aperta a Dayton (con scuola di volo annessa a Huffman Prairie), mentre gli uffici del quartier generale della compagnia si trovavano a New York City. Alcuni esemplari di aeroplani Wright vennero costruiti su licenza in Europa, mentre in America Wilbur e Orville svilupparono una nuova versione del Model A, che abbandonava la formula canard in favore dell'equilibratore in coda e che introduceva un carrello dotato di ruote, che venne chiamata Model B.
Le vicende dei Wright nel campo degli affari non furono però rosee. Ben presto gli ordini cominciarono a scarseggiare, dal momento che nel periodo tra gli anni 1900 e gli anni 1910 l'aeroplano era quasi privo di utilità pratica. Inoltre, una serie di battaglie legali che i Wright intrapresero per far valere i diritti del loro brevetto del 1906 li distrassero dal loro lavoro e attirarono verso di loro la disapprovazione di tutto il mondo aeronautico del tempo.

### Problemi con il brevetto
Il brevetto che Wilbur e Orville avevano registrato nel 1906 proteggeva la loro invenzione di un sistema di controllo del volo su tre assi (imbardata con il timone, beccheggio con l'equilibratore, rollio con una non meglio precisata variazione della geometria del bordo d'uscita delle ali). Per regolare il rollio i Wright avevano sempre impiegato lo svergolamento alare, ma avevano previsto la possibilità di usare altri metodi e pertanto ritenevano che il loro brevetto coprisse anche l'alettone: un sistema analogo allo svergolamento finalizzato a ottenere lo stesso effetto, quello di far ruotare il velivolo intorno all'asse longitudinale. Altri pionieri dell'aviazione, però, rifiutarono di pagare ai Wright i diritti relativi all'impiego dell'alettone. Glenn Curtiss in particolare, che in seno all'Aerial Experiment Association di Alexander Graham Bell era uno dei più pericolosi concorrenti di Wilbur e Orville, contribuì alla progettazione e alla sperimentazione di diversi aerei dotati di alettoni (con i quali vinse anche alcuni premi) per i quali non aveva pagato ai Wright i diritti di proprietà intellettuale.

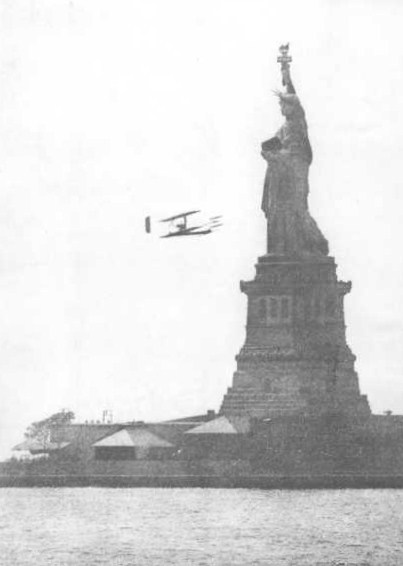
Il trionfale volo del 4 ottobre 1909 sull'Hudson fu forse l'unica soddisfazione che Wilbur Wright poté prendersi nei confronti di Glenn Curtiss; lo spettacolare volo che Wright intraprese, avanti e indietro tra la Statua della Libertà e il Memoriale del generale Grant, non era infatti riuscito al suo concorrente.

Dopo lunghi, difficili e costosi procedimenti legali iniziati nel 1909, i Wright riuscirono a vedersi riconosciuta dal tribunale la paternità dell'invenzione dell'alettone nel 1913. Di conseguenza riportarono su Curtiss una vittoria netta, che però era costata a Wilbur la sua salute (morì di febbre tifoide nel 1912) e alla compagnia dei Wright la sua supremazia sugli altri costruttori aeronautici mondiali.
Orville rinunciò ad approfittare di questa vittoria per ottenere il monopolio dell'industria legata all'aviazione, il che mise ulteriormente in difficoltà la sua azienda. Pur continuando a occuparsi di aviazione, Orville abbandonò la Wright Company nel 1915. Le cause con Curtiss continuarono, tra appelli e alterne vicende, fino all'inizio della prima guerra mondiale; dopo che Orville ebbe lasciato la ditta che portava il nome suo e di suo fratello essa cambiò denominazione, divenendo dapprima la Wright-Martin, poi la Wright Aeronautical Corporation; infine, ironicamente, si fuse con la Curtiss a formare la Curtiss-Wright Corporation.

### La disputa con la Smithsonian
Sostanzialmente dimenticato dopo il 1903, nel 1916 il Flyer I originale venne riesumato dalle casse in cui era stato a lungo conservato e, tra quell'anno e il 1924, venne messo in mostra in una serie di esposizioni legate all'ingegneria in molte parti degli Stati Uniti. Già a partire dal 1910, però, avevano cominciato ad esserci degli attriti tra i Wright e la Smithsonian Institution a proposito del Flyer. Non ancora rassegnata al fallimento del suo ex segretario, il già citato Samuel Langley, la Smithsonian rifiutò di riconoscere l'importanza dei voli del 17 dicembre 1903 e non volle che il Flyer venisse esposto nei suoi locali come Wilbur e Orville proponevano.
Con l'aggravarsi di queste divergenze, mentre al primo velivolo motorizzato dei Wright veniva riconosciuta un'importanza storica sempre maggiore, Orville offrì il Flyer al Museo della scienza di Londra, dove rimase tra il 1928 e l'inizio della seconda guerra mondiale. Nel 1942 la Smithsonian ritrattò le sue posizioni e riconobbe che i Wright avevano volato prima e meglio di Langley. Il Flyer però assunse la sua nuova collocazione, nel National Air and Space Museum gestito dalla Smithsonian a Washington, solo il 17 dicembre 1948, undici mesi dopo la morte di Orville.

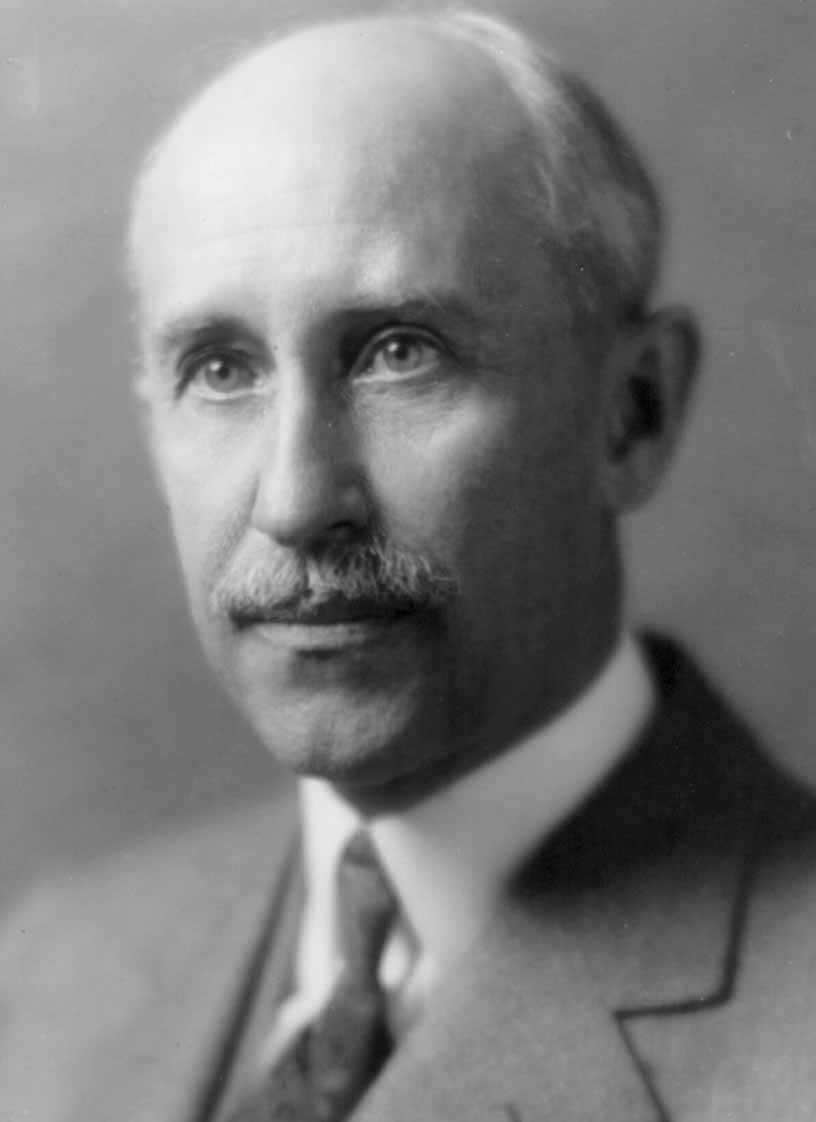
Orville Wright nel 1928.

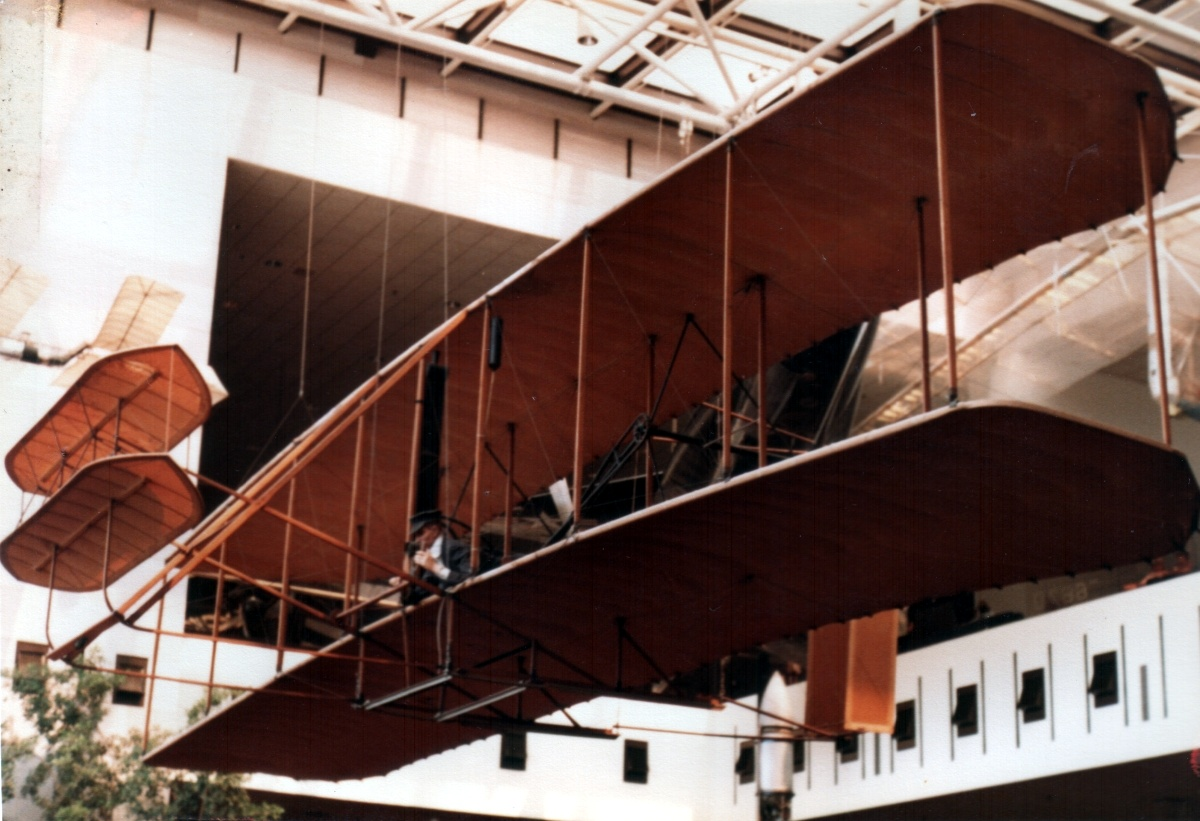
Il Flyer originale del 1903 al National Air and Space Museum della Smithsonian Institution come appariva nel 1982.

## Voci correlate

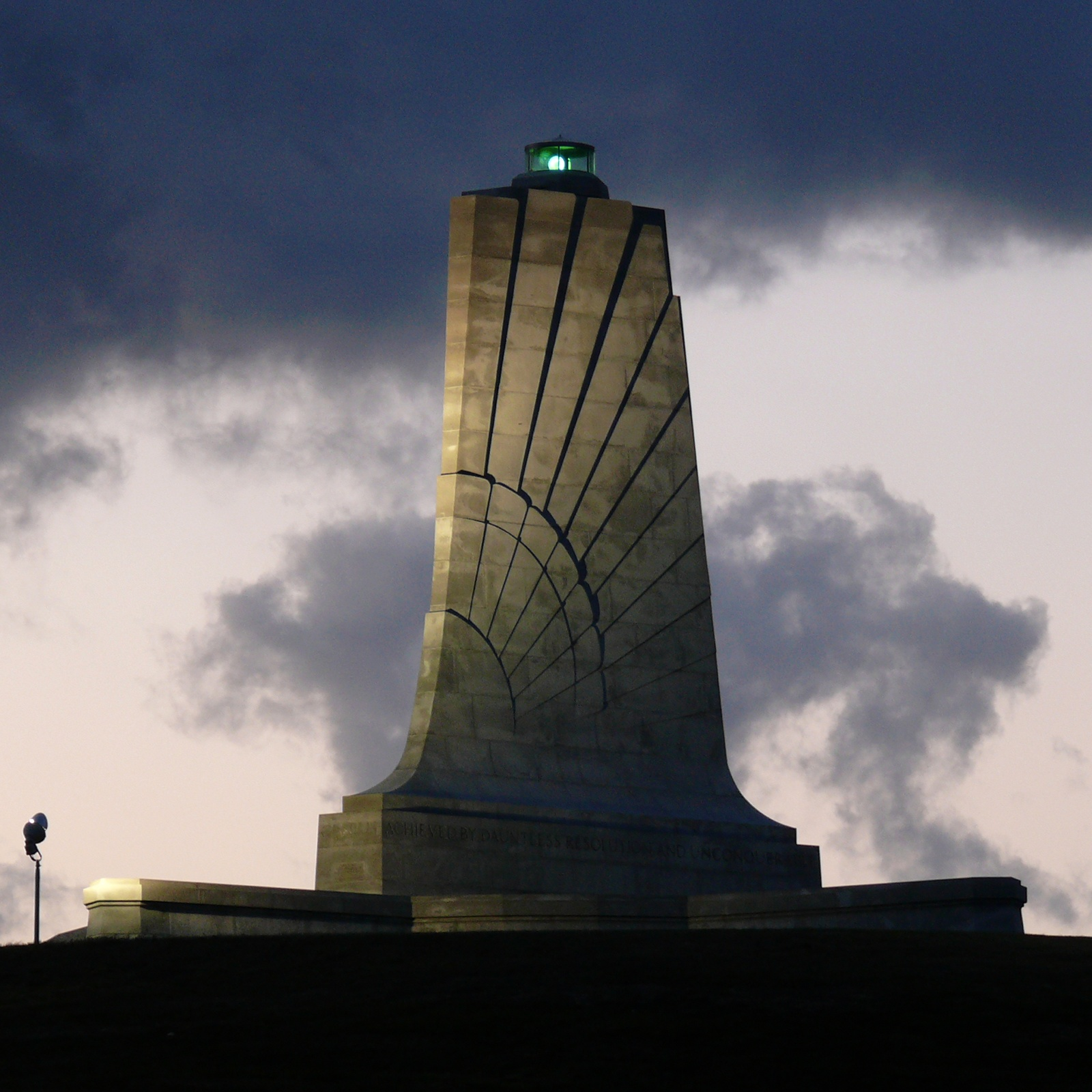
Il Wright Brothers National Memorial, un monumento di oltre 18 metri che commemora i due pionieri dell'aviazione sul sito del loro primo volo motorizzato, Kill Devil Hills nella Carolina del Nord.

## Ultimi anni
Nessuno dei due fratelli si sposò mai. Una volta, Wilbur disse: «Non ho abbastanza tempo per una moglie e un aeroplano».
Nel corso di un viaggio d'affari a Boston, nell'aprile 1912, Wilbur Wright si ammalò improvvisamente; al rientro a Dayton gli venne diagnosticata una febbre tifoide. Per tre settimane rimase tra la vita e la morte; qualche sporadica fase di miglioramento delle sue condizioni diede alla famiglia ragioni di speranza anche se, fin dall'inizio, i due medici che avevano seguito il suo caso avevano sostenuto che non sarebbe guarito. Wilbur morì la mattina del 30 maggio 1912, nella casa di famiglia dei Wright; aveva 45 anni. Suo padre, Milton Wright, scrisse nel suo diario: «Una vita breve, ricca di conseguenze. Un'intelligenza costante, un carattere imperturbabile, una grande fiducia in se stesso e un'altrettanto grande modestia, visse e morì con la capacità di vedere chiaramente il giusto e di perseguirlo con determinazione».
Orville successe a Wilbur alla presidenza della Wright Company subito dopo la sua morte. Con la stessa mancanza di passione per il mondo degli affari che aveva caratterizzato il fratello, ma senza le sue capacità organizzative e dirigenziali, finì per vendere la compagnia nel 1915. Lui, Katharine e Milton traslocarono a Hawthorn Hill, vicino a Oakwood, in Ohio, in una grande villa che era stata completata nel 1914 su piani disegnati personalmente da Wilbur e Orville.
Milton Wright morì nel sonno nel 1917. Nel 1918, a bordo di un Model B del 1911, Orville compì il suo ultimo volo come pilota. Ritiratosi dagli affari divenne una personalità anziana e autorevole nel mondo dell'aviazione, collaborando con diversi enti e comitati aeronautici come la NACA, il National Advisory Committe for Aeronautics che nel 1958 si sarebbe trasformato nella NASA. Nel 1926 Katharine si sposò con il giornalista di Kansas City Henry Haskell, un suo ex compagno di studi all'Oberlin College; questo matrimonio non piacque a Orville, che non partecipò alla cerimonia e non parlò più con la sorella fino a quando, poco prima della sua morte per polmonite nel 1929, Lorin lo convinse ad incontrarla.
Orville Wright collaborò con la NACA per 28 anni, dal 1920 fino alla morte. L'8 aprile 1930 ricevette la prima medaglia Daniel Guggenheim (istituita nel 1928 dall'industriale Daniel Guggenheim al fine di promuovere lo sviluppo dell'aeronautica) «per aver progettato e costruito, insieme al fratello ormai deceduto, il primo aeroplano a motore funzionante.» Nel corso della parte finale della sua vita, Orville ricevette 11 lauree ad honorem per i risultati suoi e del fratello, a cui si aggiunsero dozzine di medaglie e altri riconoscimenti. Nel 1936 venne eletto membro della National Academy of Sciences.
Il 19 aprile 1944 il secondo Lockheed L-049 Constellation di serie, pilotato dal magnate Howard Hughes e dal presidente della TWA Jack Frye, volò da Burbank, California, a Washington, in 6 ore e 67 minuti (coprendo 3 700 chilometri a una media di 530 chilometri orari). Durante il viaggio di ritorno l'aereo fece scalo al campo d'aviazione di Wright Field per far compiere a Orville il suo ultimo volo in aeroplano. Forse, per un po', egli resse anche i comandi. Commentò che l'apertura alare del Constellation era più lunga della distanza coperta dal suo primo volo del 1903.
Forse, l'ultimo importante successo della vita di Orville fu la supervisione del recupero e del restauro del Flyer III del 1905, un velivolo di importanza storica pari a quella del Flyer I del 1903.
Orville morì al Miami Valley Hospital di Dayton il 30 gennaio 1948, in seguito al suo secondo attacco di cuore, all'età di 76 anni. Wilbur e Orville sono entrambi sepolti nella tomba di famiglia al cimitero di Woodland, a Dayton, in Ohio.

## Onorificenze
Nel 2021 la NASA ha denominato "Wright Brothers Field" la prima area mai sorvolata da un uomo fuori dalla Terra, ovverosia quella sorvolata su Marte dal velivolo Ingenuity il 19 aprile 2021. La stessa area ha poi ottenuto, in modo onorario, il codice aeroportuale ICAO JZRO.